# Sentiero degli Appalachi
Il sentiero degli Appalachi (in inglese Appalachian National Scenic Trail, generalmente noto come Appalachian Trail o semplicemente A. T.) è un sentiero escursionistico che percorre la catena degli Appalachi, sulla costa orientale degli Stati Uniti d'America.
Lungo circa 3.510 chilometri, collega il monte Springer, nella foresta nazionale di Chattahoochee-Oconee, in Georgia, al monte Katahdin nel Parco statale Baxter, nel Maine. Così facendo, esso attraversa, oltre a questi stati, la Carolina del Nord, il Tennessee, la Virginia, la Virginia Occidentale, il Maryland, il New Jersey, lo stato di New York, il Connecticut, il Massachusetts, il Vermont e il New Hampshire. Si prolunga in Canada mediante il Sentiero internazionale degli Appalachi, lungo più di 3.100 chilometri, che parte dal monte Katahdin per raggiungere Belle Isle nel nord di Terranova, nell'oceano Atlantico.
La manutenzione del sentiero è curata da trenta circoli escursionistici e da molteplici associazioni, e la gestione è affidata al National Park Service e all'Appalachian Trail Conservancy, un'organizzazione non a scopo di lucro.
Il sentiero degli Appalachi è celebre nel mondo dell'escursionismo, una delle cui sfide principali è di tentare di percorrerlo nella sua interezza in una sola stagione. Molti libri, siti web e organizzazioni sono dedicati a questa impresa. La maggior parte del percorso è in mezzo alla natura selvaggia, benché certe porzioni attraversino città, strade e fiumi.
Il sentiero degli Appalachi, il Continental Divide Trail e il Pacific Crest Trail, i tre grandi sentieri escursionistici a lunga percorrenza americani, sono conosciuti sotto il nome informale di Triple Crown of Hiking ("Tripla corona dell'escursionismo").

## Storia
Il sentiero fu concepito da Benton MacKaye, una guardia forestale che scrisse il suo piano originale poco dopo la morte di sua moglie nel 1921. L'idea di MacKaye era quella di un grandioso sentiero che avrebbe collegato una serie di fattorie e di campi di lavoro o di studio della natura selvaggia per i residenti della città. Nel 1922, con l'aiuto di William A. Welch, direttore della Palisades Interstate Park Commission, la sua idea fu pubblicizzata da Raymond H. Torrey in un articolo del New York Evening Post (futuro New York Post) sotto il titolo a tutta pagina A Great Trail from Maine to Georgia! ("Un grande sentiero dal Maine alla Georgia!"). L'idea fu rapidamente adottata dalla Palisades Interstate Park Trail Conference (futura New York – New Jersey Trail Conference) in qualità di progetto principale.

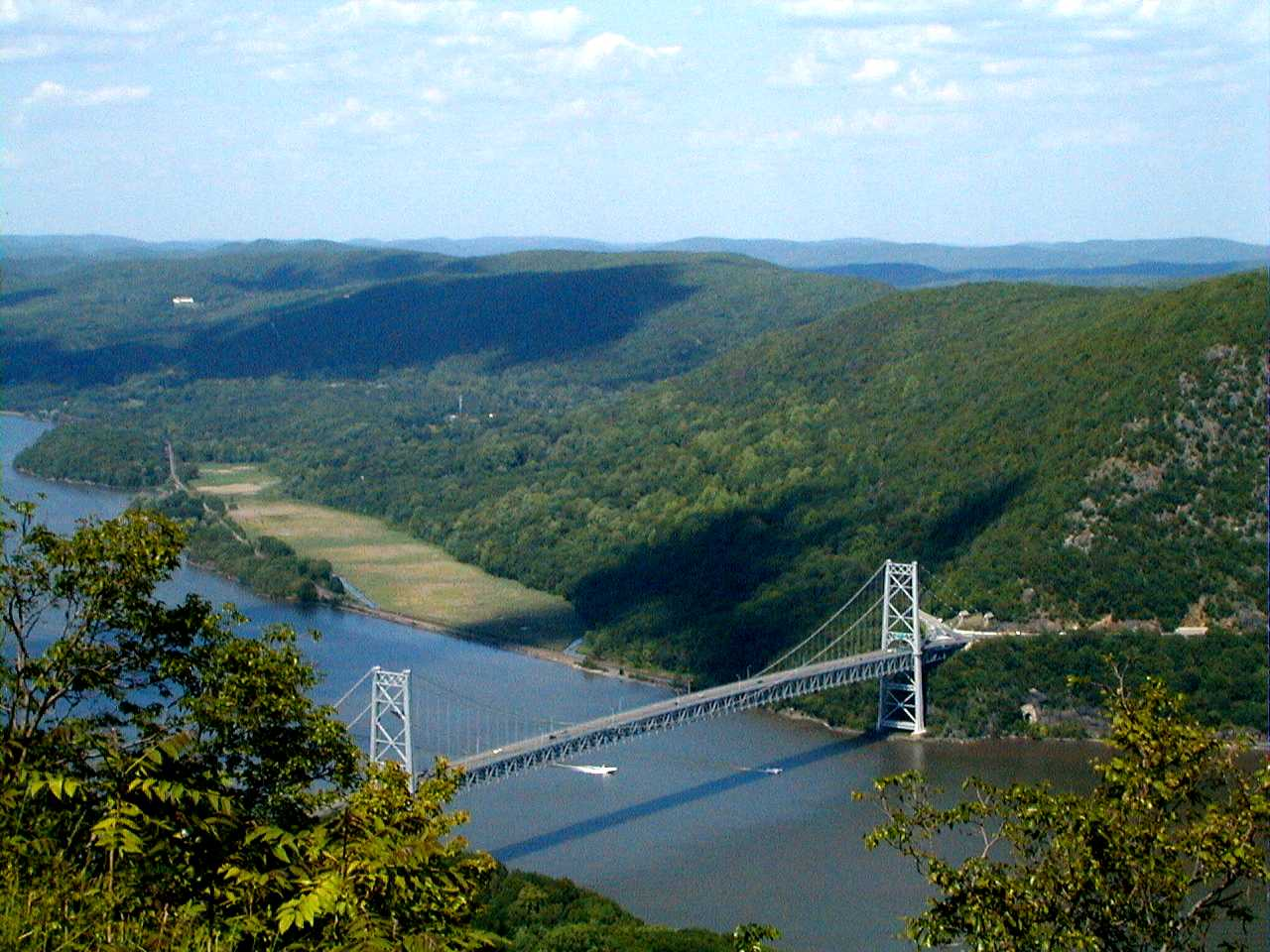
Il Bear Mountain Bridge che attraversa il fiume Hudson è utilizzato dal Sentiero degli Appalachi.

Il 7 ottobre 1923, fu aperta la prima sezione della pista, che partiva dal Bear Mountain State Park verso ovest attraverso il Parco statale di Harriman fino ad Arden nello Stato di New York. MacKaye organizzò in seguito una conferenza di due giorni nel marzo 1925 a Washington che portò alla formazione dell'Appalachian Trail Conference (ora chiamata Appalachian Trail Conservancy, ATC), benché pochi progressi fossero stati fatti sul sentiero per vari anni.
Alla fine degli anni 1920 e all'inizio degli anni 1930, un giudice in pensione di nome Arthur Perkins e il suo giovane associato Myron Avery si lanciarono nell'avventura. Nel 1929, Perkins, che era anche un membro della Connecticut Forest and Park Association e del suo comitato dedicato ai sentieri locali, trovò un volontario disposto a continuare il progetto. Ned Anderson, un agricoltore di Sherman nel Connecticut, fu ingaggiato (in quanto membro delle due organizzazioni) con il compito di cartografare e di segnare la tratta del sentiero verso il Connecticut (1929-1933). Questa tratta collegava la frazione di Webatuck (Dover nello Stato di New York) a Kent nel Connecticut presso Ashley Falls, situata a 80 chilometri attraverso l'angolo nord-ovest dello Stato, poi a Bear Mountain alla frontiera del Massachusetts.
Gli sforzi di Anderson aiutarono a riaccendere l'interesse per il sentiero ed Avery (che aveva ripreso l'incarico dopo la morte di Perkins nel 1932) fu in grado di interessare altri stati all'iniziativa. Dopo aver ripreso l'ATC, Avery adottò l'obiettivo più pratico di costruire un semplice sentiero escursionistico. Mentre Avery voleva semplicemente ridisegnare il sentiero, MacKaye pensava che l'ATC dovesse realizzare uno sviluppo commerciale maggiore lungo il percorso del sentiero e, in disaccordo, lasciò l'organizzazione. Avery diresse l'ATC dal 1932 fino al 1952 (morì lo stesso anno) e si rivelò un ardente difensore del sentiero.

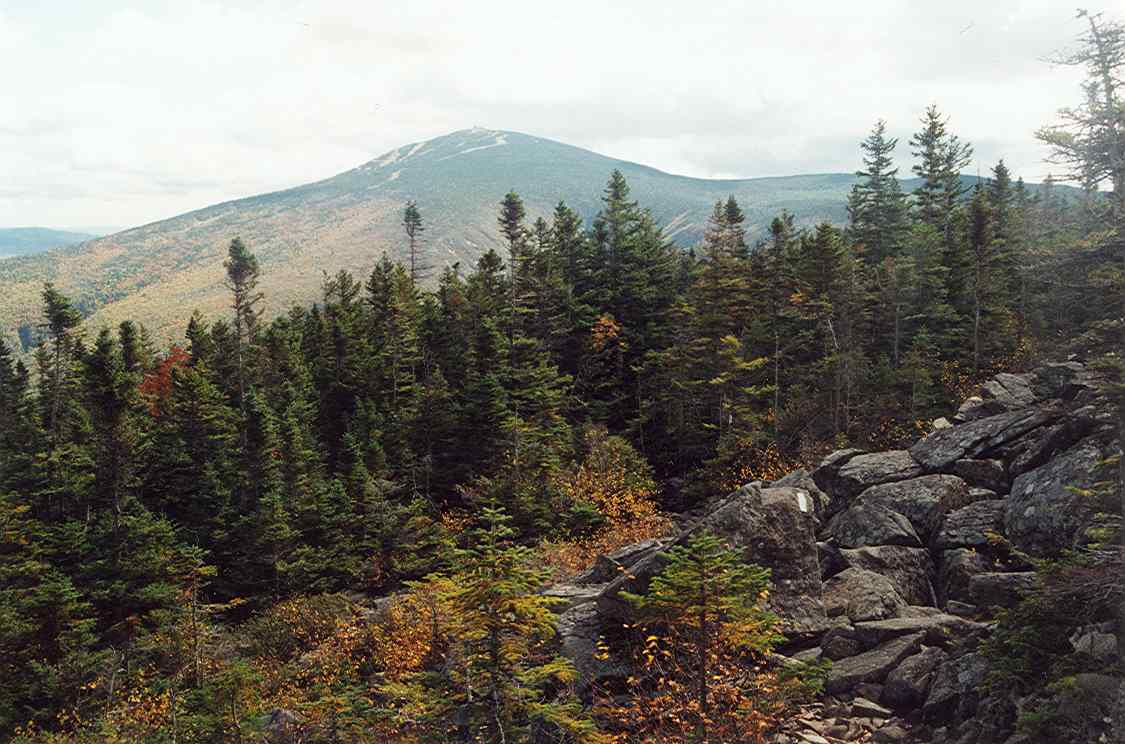
Sugarloaf Mountain vista dal Sentiero degli Appalachi.

Avery fu il primo a percorrere il sentiero da un'estremità all'altra nel 1936, ma non in maniera continua. Nell'agosto 1937, il sentiero fu riallungato fino alla Sugarloaf Mountain nel Maine, e l'ATC riorientò i suoi sforzi verso la protezione delle terre intorno al sentiero e la cartografia degli itinerari per gli escursionisti. Dal 1938 alla fine della Seconda guerra mondiale, la pista subì una serie di degradazioni naturali e artificiali, ma furono riparate rapidamente.
Nel 1948, Earl Shaffer di York in Pennsylvania, portò una grande attenzione al progetto svelando il primo resoconto documentato di una escursione realizzata in una sola stagione, vale a dire una tratta completa, ciò che sarà chiamato thru-hiking. Più tardi, Shaffer terminò ugualmente la prima escursione nord-sud, che fece di lui il primo a farla in tutte le direzioni. Nel 1998, Shaffer, vicino a 80 anni, percorse ancora una volta la totalità del sentiero, diventando la persona più anziana ad aver mai completato un thru-hike.
Nel 1994, nell'Appalachian Trailway News apparve una storia che descriveva un'escursione in thru-hike di 121 giorni dal Maine alla Georgia nel 1936 da parte di sei boy scout del Bronx. Benché la storia sia stata accettata da certi membri dell'ALDHA, sono stati anche espressi moltissimi dubbi e questa escursione in thru-hike — che sarebbe una delle più antiche — non è mai stata confermata. Di conseguenza, l'escursione in thru-hike del 1948 da parte di Shaffer è ancora generalmente riconosciuta come la prima.
Negli anni 1960, l'ATC fece dei progressi nella protezione della pista grazie agli sforzi di uomini politici e funzionari. Con una legge del 1968, il Congresso designò il Pacific Crest Trail e l'Appalachian Trail come i primi sentieri panoramici nazionali (national scenic trails) e, istituendo il National Trails System, aprì anche la strada a una serie di sentieri dello stesso tipo in seno alle reti già esistenti dei parchi e delle foreste nazionali degli Stati Uniti. Dei volontari che lavoravano con il National Park Service stabilirono un tragitto permanente per il sentiero, che fu tracciato nel 1971. Alla fine del XX secolo, il National Park Service completò l'acquisizione di quasi tutti i terreni attraversati dal sentiero, ad eccezione di alcuni chilometri.

## Estensioni

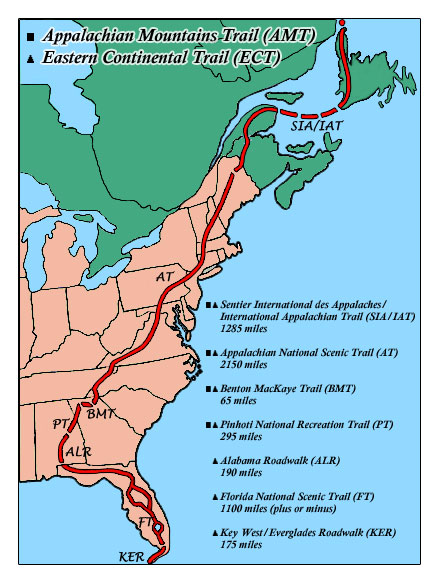
Carta mostrante diverse estensioni non ufficiali del Sentiero degli Appalachi.

Il Sentiero internazionale degli Appalachi è un'estensione di 3.100 chilometri verso nord, dal Maine a Terranova, passando per il Nuovo Brunswick, il Québec, l'Isola del Principe Edoardo e la Nuova Scozia. Il Capo Gaspé, all'estremità della Penisola di Forillon (nel Parco nazionale di Forillon) è la prima estremità nord di questo sentiero. Quest'ultimo è una pista separata e non un'estensione ufficiale del Sentiero degli Appalachi. Al momento è ultimata una nuova estensione di 1.200 chilometri a Terranova, il che porta l'estremità di questo sentiero su Belle Isle nel nord di Terranova.
Nel 2010, un gruppo di geologi rappresentanti il Sentiero internazionale degli Appalachi cominciò uno studio per prolungare il sentiero attraverso l'Oceano Atlantico, passando per la Groenlandia, l'Islanda, l'Europa del Nord e l'Atlante in Marocco, tentando così di istituire un sentiero di lunga percorrenza che collegasse tutte le regioni che hanno un rilievo formato nello stesso periodo degli Appalachi, ossia 250 milioni di anni fa.
Nel 2008, il Pinhoti National Recreation Trail in Alabama e in Georgia fu raccordato all'estremità sud del Sentiero degli Appalachi attraverso il Benton MacKaye Trail. I promotori di questa estensione sud si basano su una dichiarazione di MacKaye alla conferenza del 1925 che descriveva il sentiero che andava dalla Georgia al New Hampshire e che doveva estendersi nell'avvenire dal Monte Katahdin a Birmingham in Alabama. Il sentiero termina ora a Flagg Mountain, vicino alla Contea di Coosa, a 80 chilometri ad est di Birmingham.

## Fauna e flora
Il Sentiero degli Appalachi è la casa di migliaia di specie di piante e di animali, di cui 2.100 distinte specie rare, minacciate o sensibili.

### Fauna
L'orso nero americano (Ursus americanus) è il più grande onnivoro che si può incontrare sul sentiero e abita tutte le regioni degli Appalachi. Poterne osservare anche vicino alla pista è raro e i confronti sono ancora più rari. Tra gli altri pericoli si trovano i serpenti velenosi, tra cui il crotalo dei boschi (Crotalus horridus) e il testa di rame (Agkistrodon contortrix) che sono comuni lungo il sentiero. Questi due serpenti si trovano generalmente in zone e sezioni della pista più aride, sassose. Diversamente, la fauna comprende il cervo dalla coda bianca (Odocoileus virginianus), il wapiti (Cervus canadensis) che è stato reintrodotto nelle Great Smoky Mountains, e l'alce (Alces alces), nel Massachusetts e negli stati più a nord.
Per la maggior parte degli escursionisti, tuttavia, lungo il sentiero è dai roditori e dagli insetti (come le zecche, le zanzare e i simulidi) che occorre guardarsi.

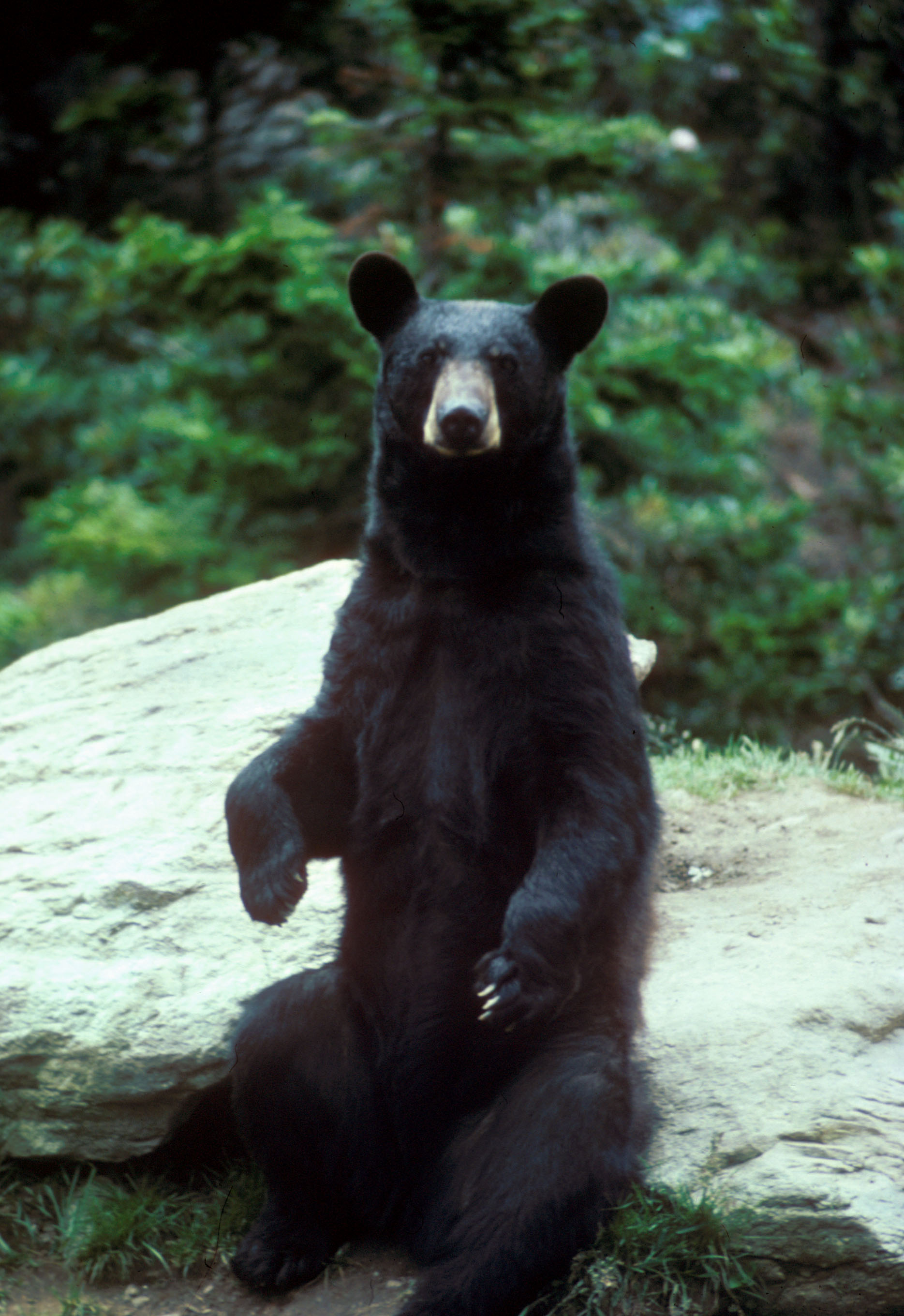
Orso nero americano (Ursus americanus)
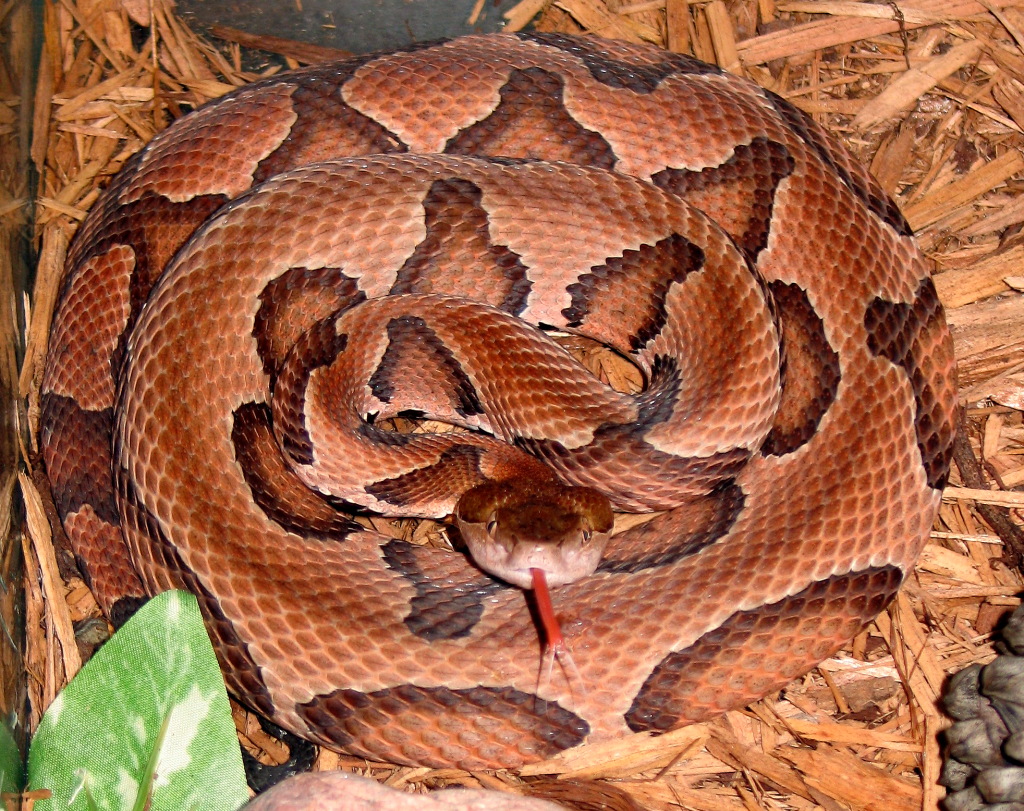
Testa di rame (Agkistrodon contortrix)
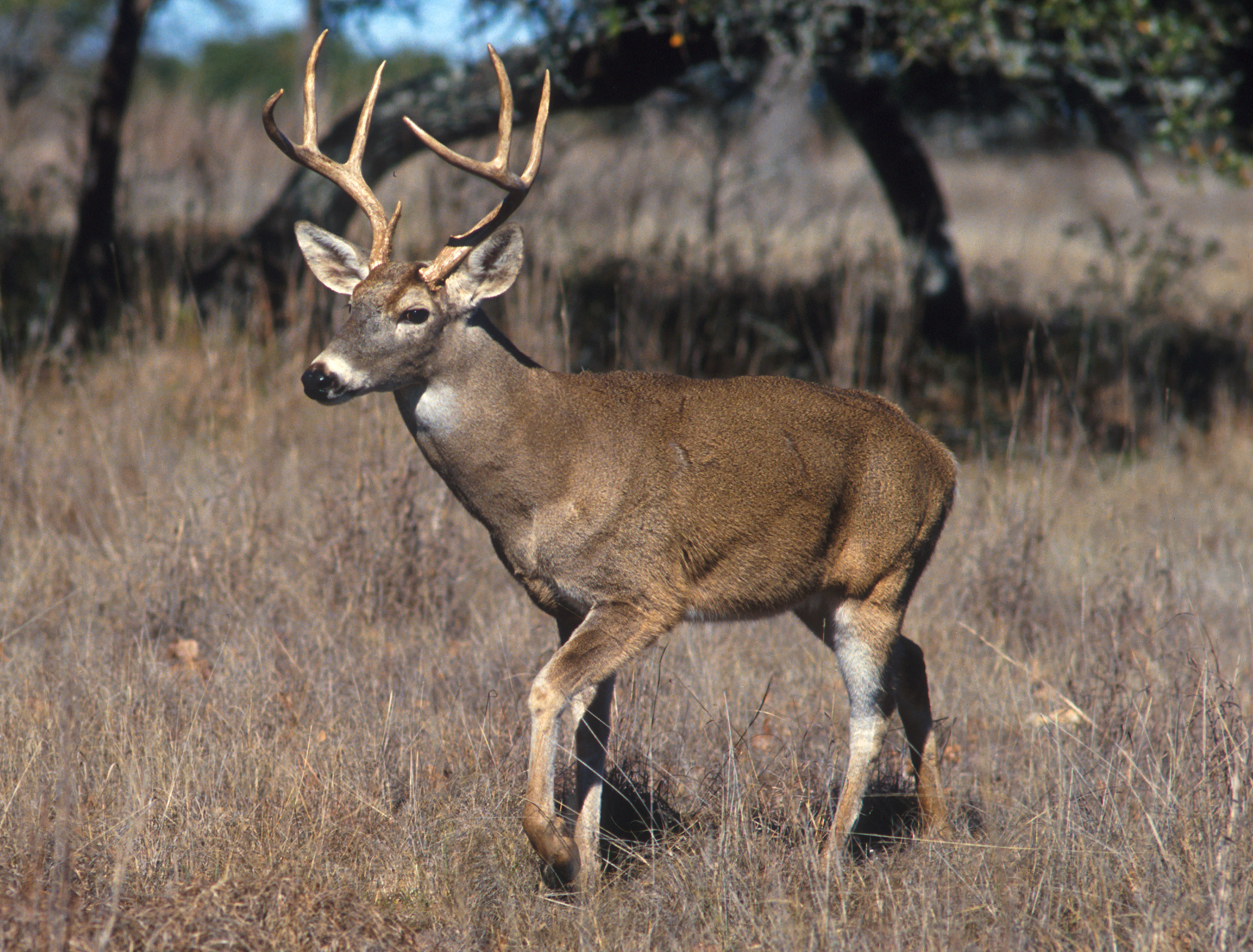
Cervo dalla coda bianca (Odocoileus virginianus)
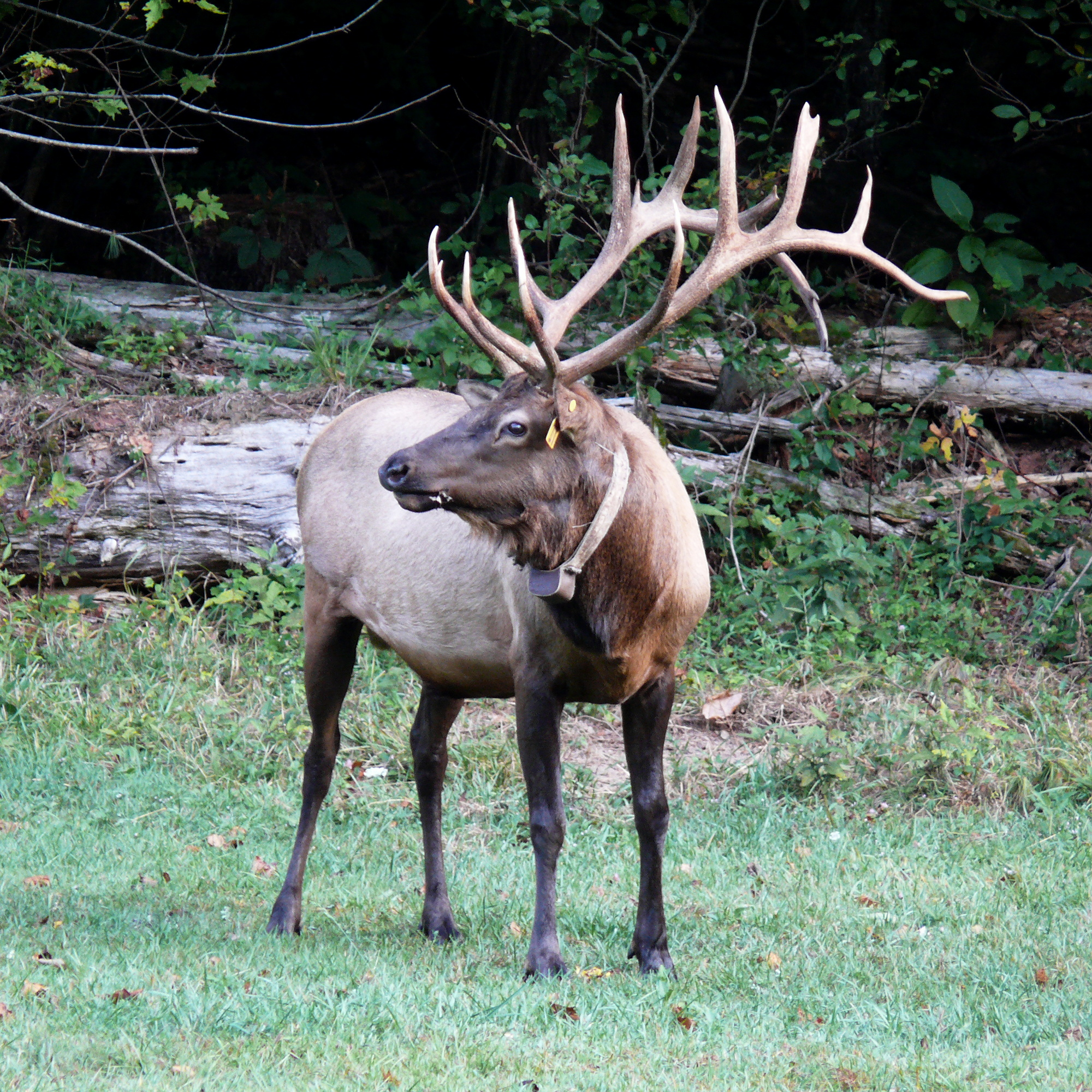
Wapiti
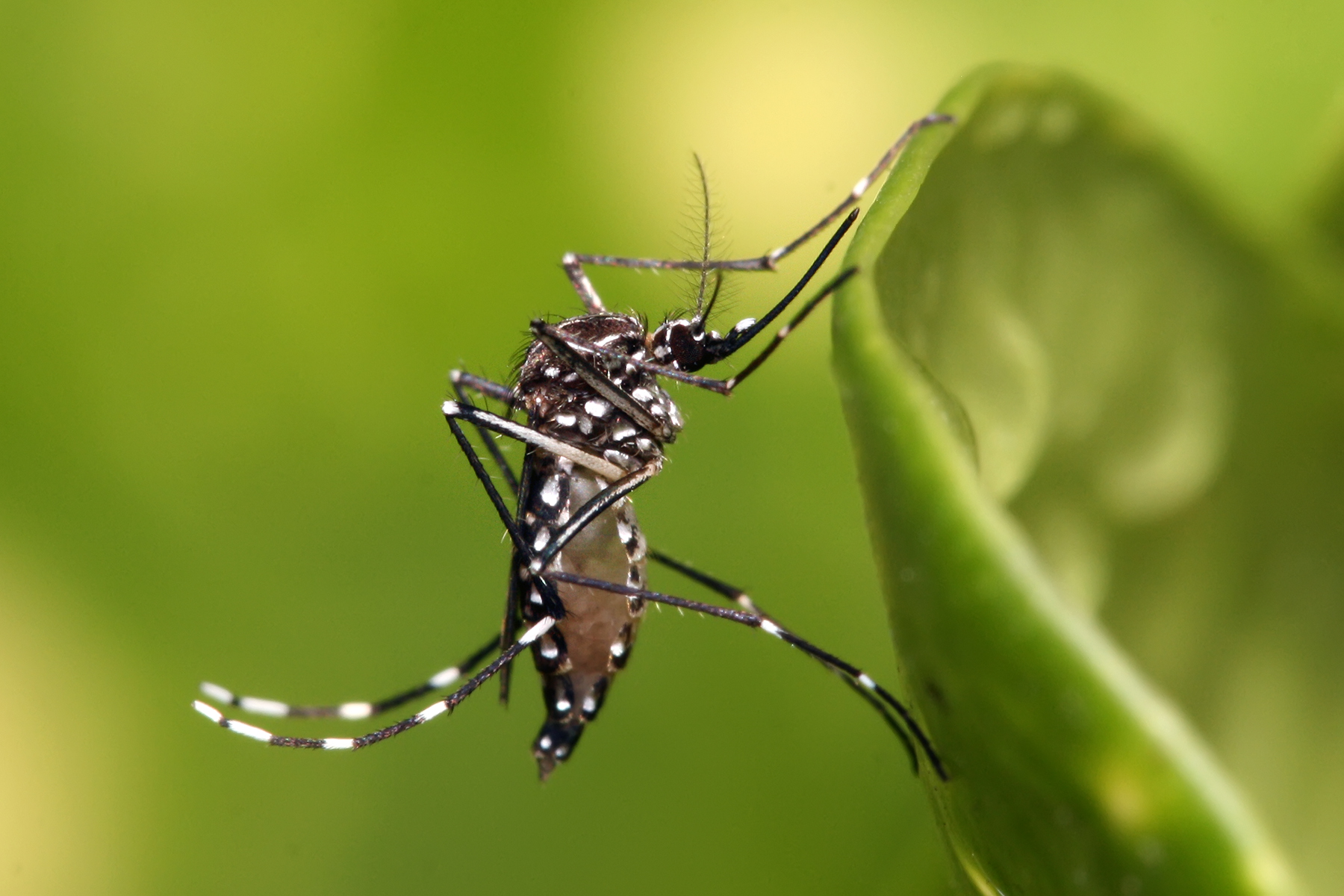
Zanzara (qui, della specie Aedes aegypti)

### Flora
La vita vegetale lungo il sentiero è variata. Quest'ultimo passa attraverso diversi biomi da sud a nord e il clima cambia in modo significativo, in particolare in funzione dell'altitudine. Nel sud, le foreste di pianura si compongono principalmente di foreste secondarie perché quasi tutto il sentiero è stato sfruttato dall'uomo in un determinato momento. Vi sono tuttavia alcune foreste primarie lungo il sentiero, come Sages Ravine a cavallo della frontiera tra il Massachusetts e il Connecticut e in cima alle montagne più elevate, Hopper verso il Monte Greylock o ancora The Hermitage nel Maine. Nel sud, la foresta è dominata da decidui, particolarmente dalle querce (Quercus) e dai tulipiferi (Liriodendron tulipifera). Più a nord, i tulipiferi sono progressivamente sostituiti dagli aceri (Acer) e dalle betulle (Betula). Le querce cominciano a scomparire nel Massachusetts e nel Vermont, la foresta di pianura è composta da aceri, da betulle e da faggi (Fagus) che forniscono un fogliame spettacolare per gli escursionisti a settembre e a ottobre. Benché la grande maggioranza delle foreste di pianura del sud delle White Mountains sia composta da cedui, da numerose zone sono composte da conifere. Nel Maine, queste ultime crescono spesso a bassa quota.
C'è un cambiamento radicale tra la pianura e il piano subalpino, composto da una foresta di persistenti, nonché una rottura superiore, la linea degli alberi, al di sopra della quale crescono soltanto piante alpine robuste. Il piano subalpino è molto più diffuso lungo il sentiero rispetto al piano alpino. Benché esista principalmente al nord, anche alcune montagne nel sud hanno tale piano subalpino, che è composto generalmente da un ecosistema conosciuto come la foresta di abeti rossi degli Appalachi Meridionali.

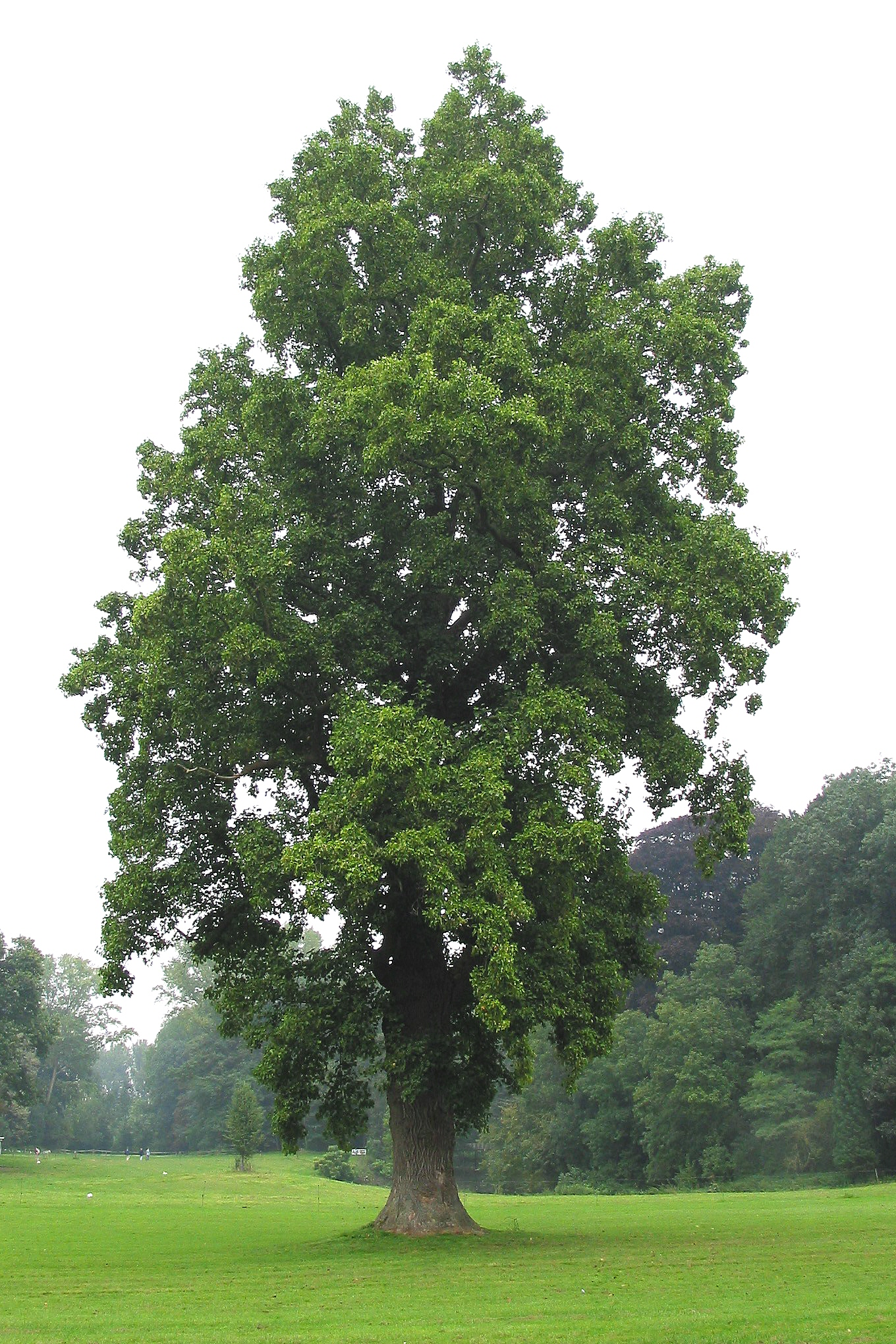
Tulipifero (Liriodendron tulipifera)
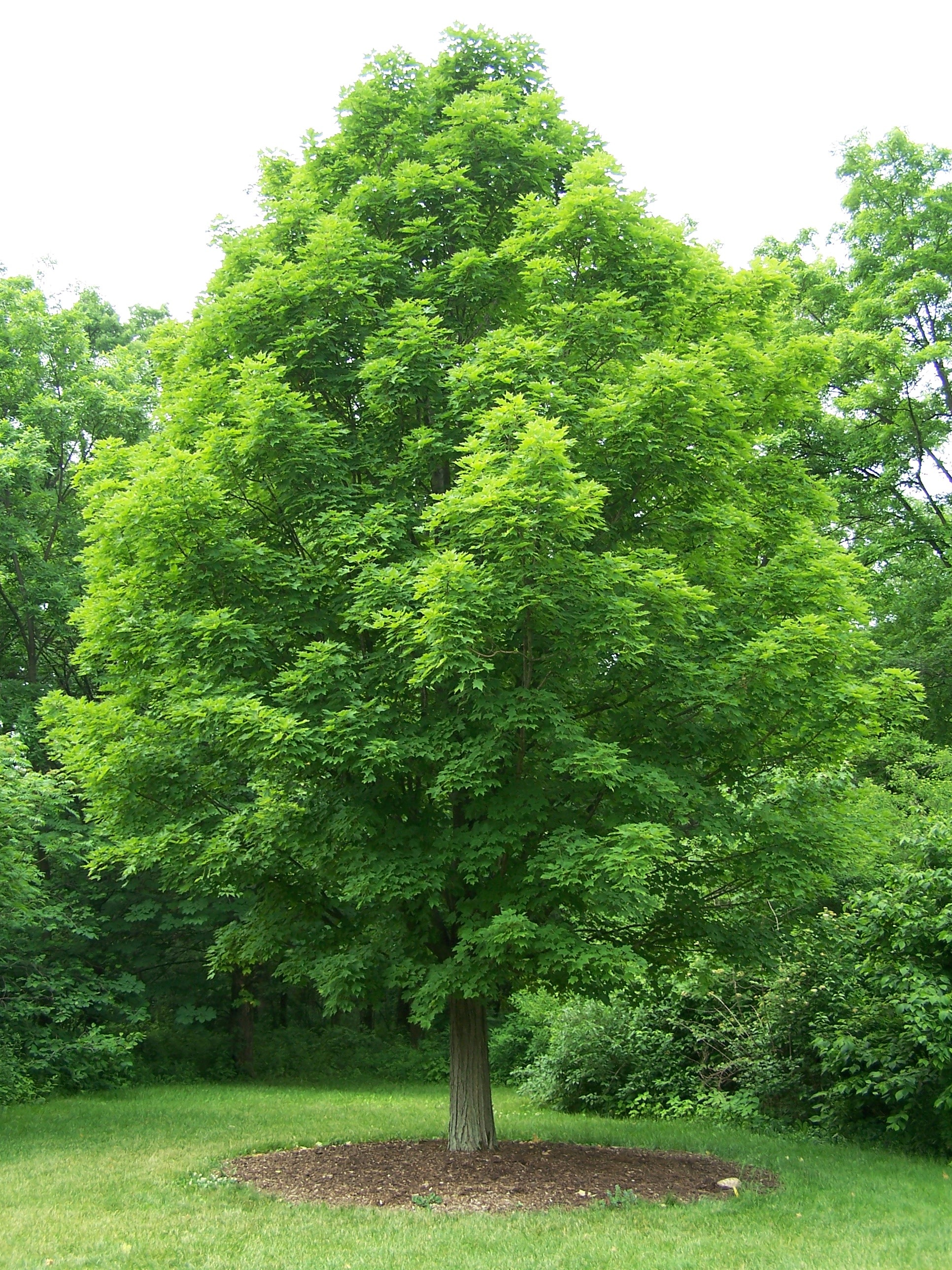
Acero (qui, un acero da zucchero, Acer saccharum)
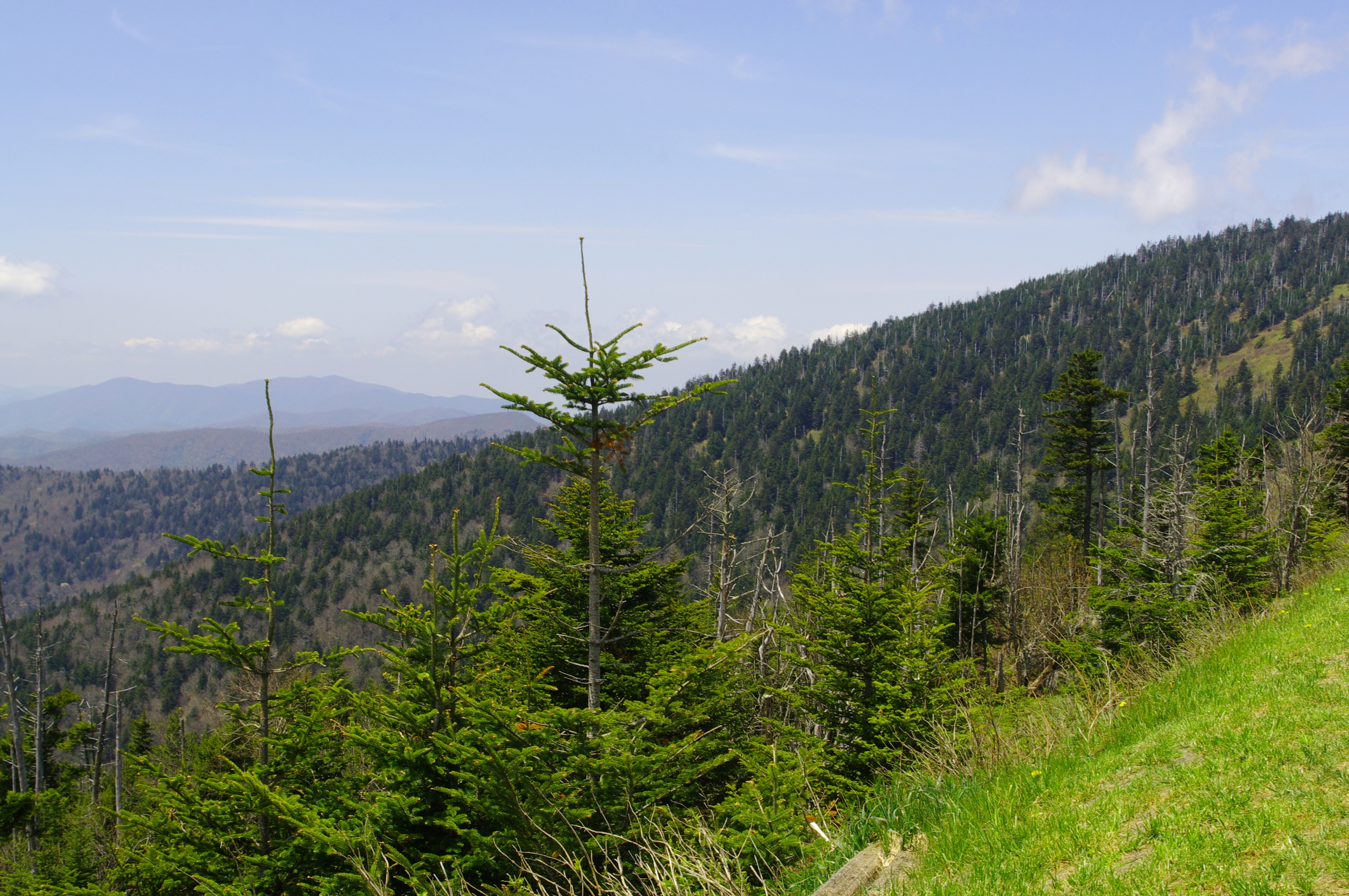
Foresta di abeti rossi degli Appalachi Meridionali vicino al Clingmans Dome
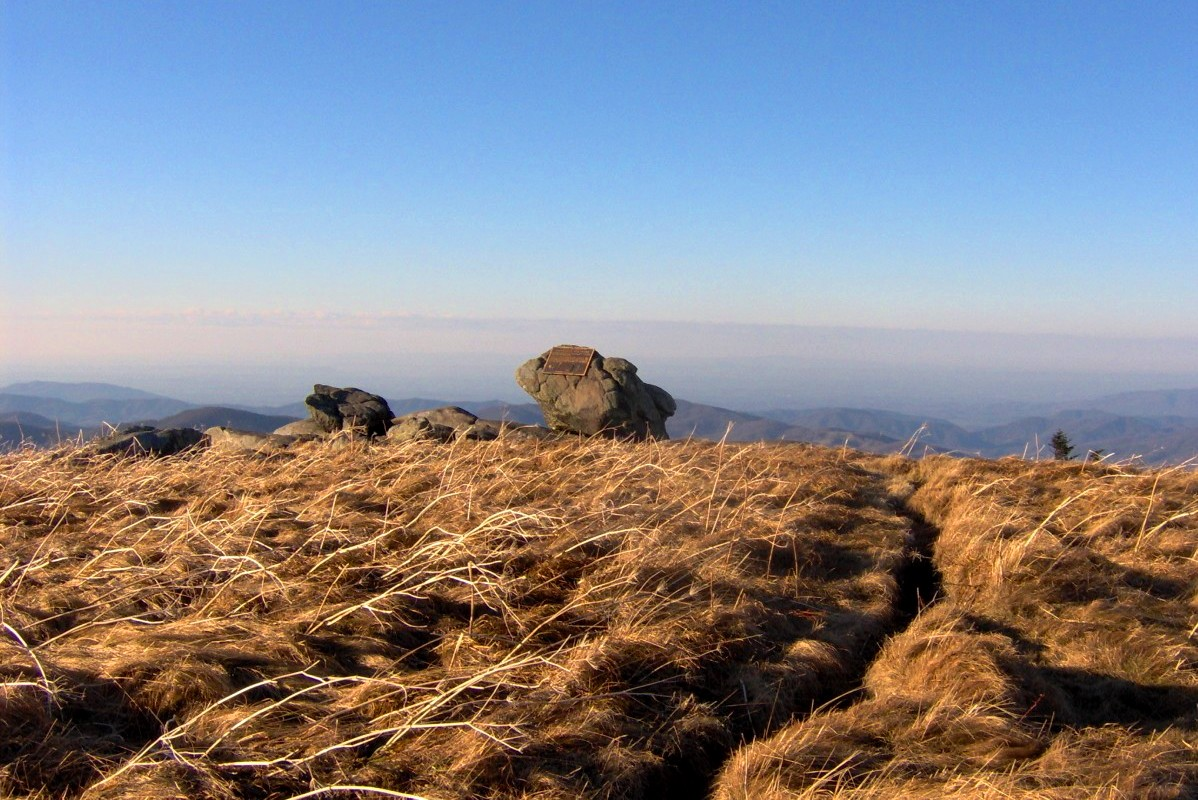
Appalachian balds nel Parco statale del Monte Roan

## Piani di vegetazione

Geologia degli Appalachi.

Nelle catene montuose e nelle montagne del sud, il piano subalpino comincia intorno ai 1.800 metri di altitudine nelle Great Smoky Mountains, al di sopra dei 1.500 metri sul Roan Mountain alla frontiera tra la Carolina del Nord e il Tennessee e al di sopra dei 1.500 metri sul Monte Rogers e sul Parco statale di Grayson Highlands in Virginia. Una serie di colli brulli, i cosiddetti Appalachian balds, sono ugualmente presenti nelle alture meridionali e sarebbero il risultato di incendi o di pascoli degli ultimi secoli, se non addirittura in certi casi la conseguenza di suoli sabbiosi il cui strato sarebbe relativamente fine. Alberi possono crescere su alcuni balds; talora, vengono tagliati dai servizi dello United States National Forest per tenere i balds sgombri da vegetazione.
Non vi è un piano subalpino tra il Monte Rogers in Virginia e il Monte Greylock nel Massachusetts, principalmente perché il sentiero resta al di sotto dei 910 metri (3.000 piedi), del Parco nazionale di Shenandoah, in Virginia, fino al Monte Greylock. Quest'ultimo possiede tuttavia una grande regione subalpina, la sola foresta di questo tipo nel Massachusetts, che si estende al di sotto dei 910 metri, che, nel sud, è il limite abituale della regione subalpina. Ciò è dovuto all'esposizione ai venti dell'ovest dominanti, la vetta e la cresta estendendosi da 61 a 200 metri più in alto di qualsiasi altra vetta dello Stato. Più a nord, parecchie vette nel Vermont raggiungono la zona subalpina, il cui limite scende regolarmente via via che si avanza verso nord, di modo che nelle Montagne Bianche del New Hampshire esso si trova spesso ben al di sotto di 910 metri. Nel Monte Moosilauke, la cui vetta culmina a 1.464 metri, si raggiunge il primo piano alpino sul sentiero, e la flora, rada, è inframmezzata di rocce nude. Tra i due piani si trova una regione detta krummholz dove crescono alberi rinsecchiti con rami orientati sotto la costrizione del vento di nord-ovest in inverno, dando loro così l'apparenza di "bandiere". Questa regione assomiglia a quella situata a centinaia di chilometri a nord in Canada. Essa contiene ugualmente numerose specie minacciate o a rischio. Il sentiero è stato deviato verso la Catena Presidential del New Hampshire per permettere all'Appalachian Mountain Club di proteggere certe specie vegetali. La quota alpina nelle White Mountains è generalmente compresa fra 1.300 e 1.500 metri. Le montagne attraversate dal sentiero al di sopra del limite degli alberi includono il Monte Moosilauke, vari chilometri dopo la Catena Franconia e la Catena Presidential. Nella Catena Presidential, il sentiero si inerpica a 1.917 metri sul Monte Washington e resta all'incirca sui 21 chilometri in permanenza al di sopra del limite boschivo, nel più grande ambiente alpino a est delle Montagne Rocciose.

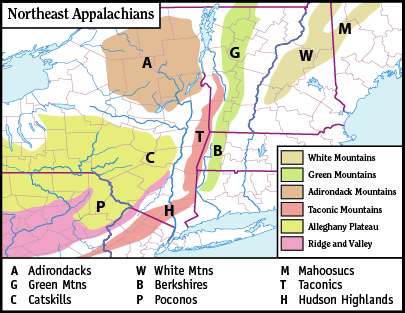
Catene del nord-est degli Appalachi.

In Maine, il sentiero si prolunga in ambienti ancora più rudi e il piano subalpino e alpino scende verso altitudini più basse. Il limite subalpino nello Stato va da 760 metri nella Catena Mahoosuc a 300 metri in certe parti dell'Hundred-Mile Wilderness dove quasi ogni zona a più di 300 metri è una foresta di alberi a foglie persistenti. Queste foreste comprendono più specie di conifere delle altre. Così, oltre al pino bianco americano (Pinus strobus), al peccio (Picea) e alla tsuga (Tsuga), il Maine ospita numerosi cedri (Cedrus) lungo il sentiero. Vicino all'estremità nord, ci sono anche larici americani (Larix laricina), un pino ad aghi resinosi a foglie caduche, le cui foglie che ingialliscono in autunno sono ben visibili dopo che le betulle e gli aceri hanno perso le loro. Le tsuga in Maine sono ugualmente notevoli, perché l'afide lanigero del melo (Adelges tsugae) che ha devastato le popolazioni più a sud, non è ancora entrato nello Stato, probabilmente a causa del clima più freddo.
Il Maine ha ugualmente varie regioni alpine. Inoltre vari domini della Catena Mahoosuc, il Monte Baldpate e il Monte Old Blue nel sud del Maine hanno caratteristiche alpine, malgrado altitudini inferiori a 1.200 metri. Il Monte Saddleback e il Monte Bigelow, più a nord, hanno ciascuno una zona che si estende un po' al di sopra dei 1.200 metri, ma che sono da molto tempo zone alpine con vette senza alberi. Dal Monte Bigelow, il sentiero si estende su 240 chilometri con solo una piccola zona alpina intorno a 1.100 metri in cima al Monte White Cap. Il Monte Katahdin, il secondo più grande ambiente alpino degli Stati Uniti, ha parecchi chilometri quadrati di zona alpina quando il terreno diventa piatto sulla vetta come pure sulle falesie e sui crinali che vi conducono. La linea degli alberi sul Monte Katahdin è solo di 1.100 metri. Questa elevazione in Massachusetts sarebbe a malapena una regione subalpina e, nel sud della Virginia, si comporrebbe di foreste di pianura.
Malgrado gli ambienti alpini ben al di sotto dei 1.500 metri nel New Hampshire e nel Maine, certi luoghi più elevati più a sud non sono alpini alla maniera del Wayah Bald in Carolina del Nord (1.628 metri) e del Clingmans Dome nel Parco nazionale delle Great Smoky Mountains (2.025 metri). Questo illustra il cambiamento radicale del clima intorno ai 3.200 chilometri.

## Escursione

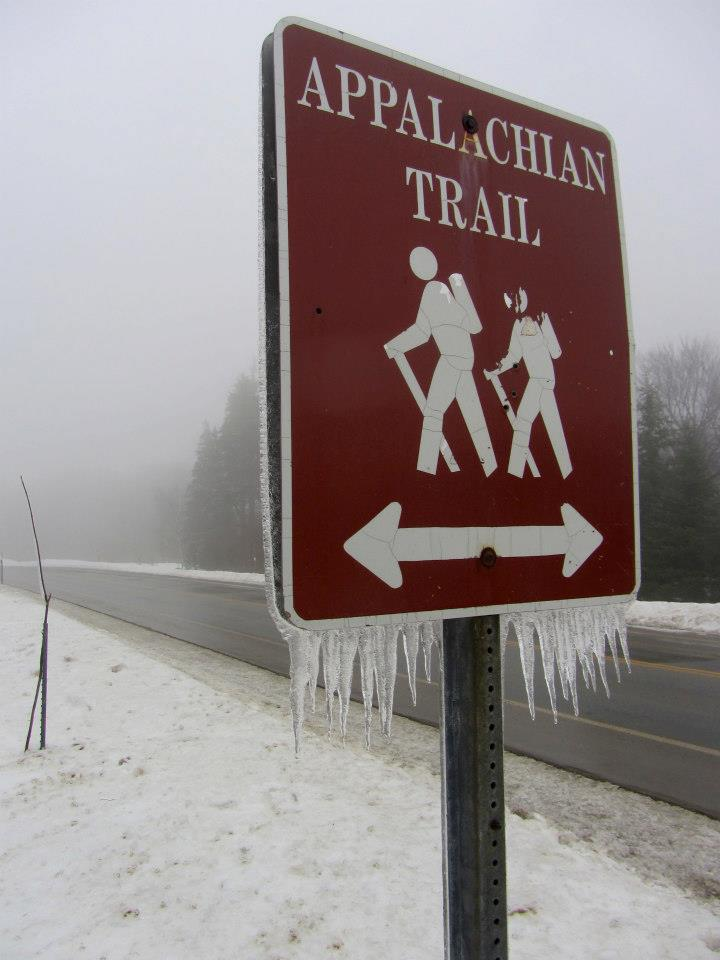
Segnale di attraversamento stradale del Sentiero degli Appalachi sulla strada statale 112 del New Hampshire nel mese di gennaio. Dall'immagine si capisce perché il sentiero non viene percorso per intero in inverno.

Poiché il Sentiero degli Appalachi è espressamente concepito per essere percorso a piedi, esso include diverse risorse per facilitare il percorso degli escursionisti. Alcune sono comuni ad altri sentieri attraverso l'America del Nord, mentre altre sono esclusive del Sentiero degli Appalachi. Il sentiero è percorso molto più frequentemente da sud verso nord che all'inverso. Gli escursionisti cominciano generalmente a marzo o aprile per terminare alla fine dell'estate o al principio dell'autunno. Nel caso contrario degli escursionisti che vanno da nord verso sud, il periodo prescelto è da giugno a marzo.

### Segnaletica
Per tutta la sua lunghezza, il Sentiero degli Appalachi è marcato con segnavia di vernice bianca di circa 5 per 15 centimetri. Ai lati del sentiero sono indicati i ripari, i punti panoramici e le aree di stazionamento con un segnavia simile di colore blu. Negli anni passati, alcuni tronconi del sentiero hanno ugualmente utilizzato dei segnavia metallici con il logo del sentiero. Alcuni sono sempre visibili.

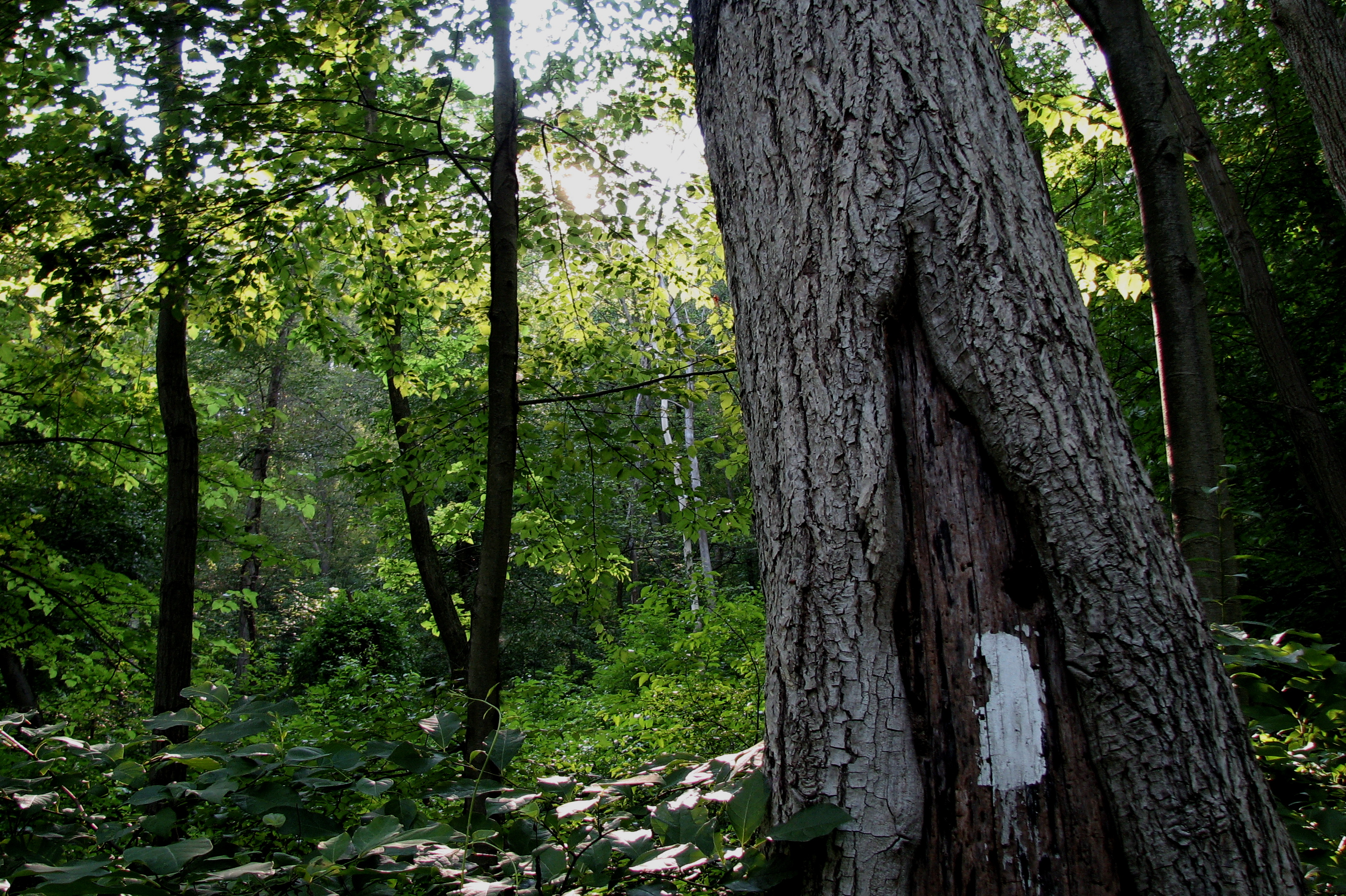
Tipico segnavia bianco in Pennsylvania.
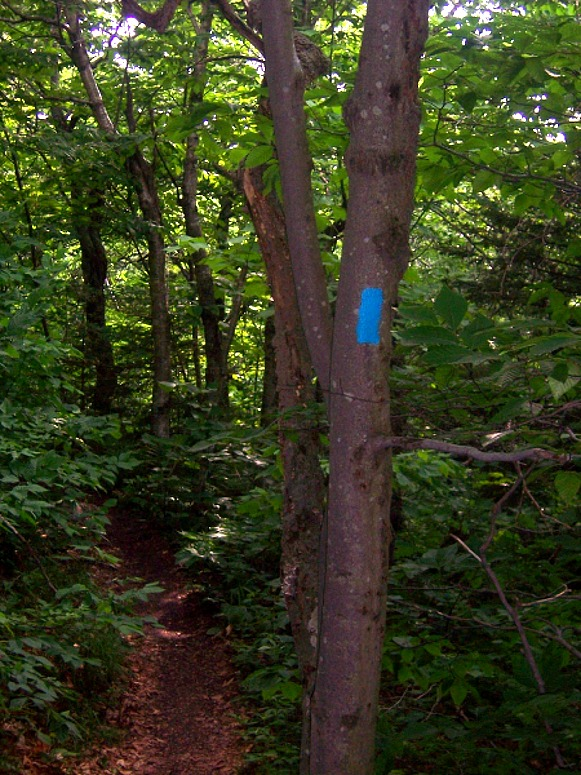
Segnavia blu sul Monte Greylock nel Massachusetts.

### Rifugi e campeggio
Il sentiero conta più di 250 rifugi e posti di campeggio disponibili per gli escursionisti. I rifugi, la cui denominazione differisce secondo i luoghi, sono generalmente aperti con una struttura a tre pareti e un pavimento di legno, anche se alcuni sono molto più elaborati. I rifugi sono generalmente distanziati da una giornata di marcia o meno con il più delle volte una sorgente d'acqua e delle latrine essenziali.
L'Appalachian Mountain Club (AMC) sfrutta ad esempio un sistema di otto rifugi particolari su 90 chilometri di sentiero nelle Montagne Bianche del New Hampshire. Questi ultimi sono significativamente più grandi e offrono servizi completi di alloggio con pasti durante i mesi d'estate. Il rifugio della Diga di Fontana in Carolina del Nord è soprannominato l'"Hilton Fontana" per l'importanza delle comodità (bagni, vicinanza a un ufficio di posta e a un ristorante).
I rifugi sono generalmente a servizio libero, particolarmente nella stagione morta. Generalmente alla loro manutenzione provvedono volontari locali. Quasi tutti i rifugi hanno uno o molti sostegni per mettere il cibo al riparo fuori dalla portata di eventuali animali (roditori particolarmente). Oltre a ripari "ufficiali", molti privati offrono una camera e degli alberghi propongono i loro servizi per accogliere gli escursionisti.

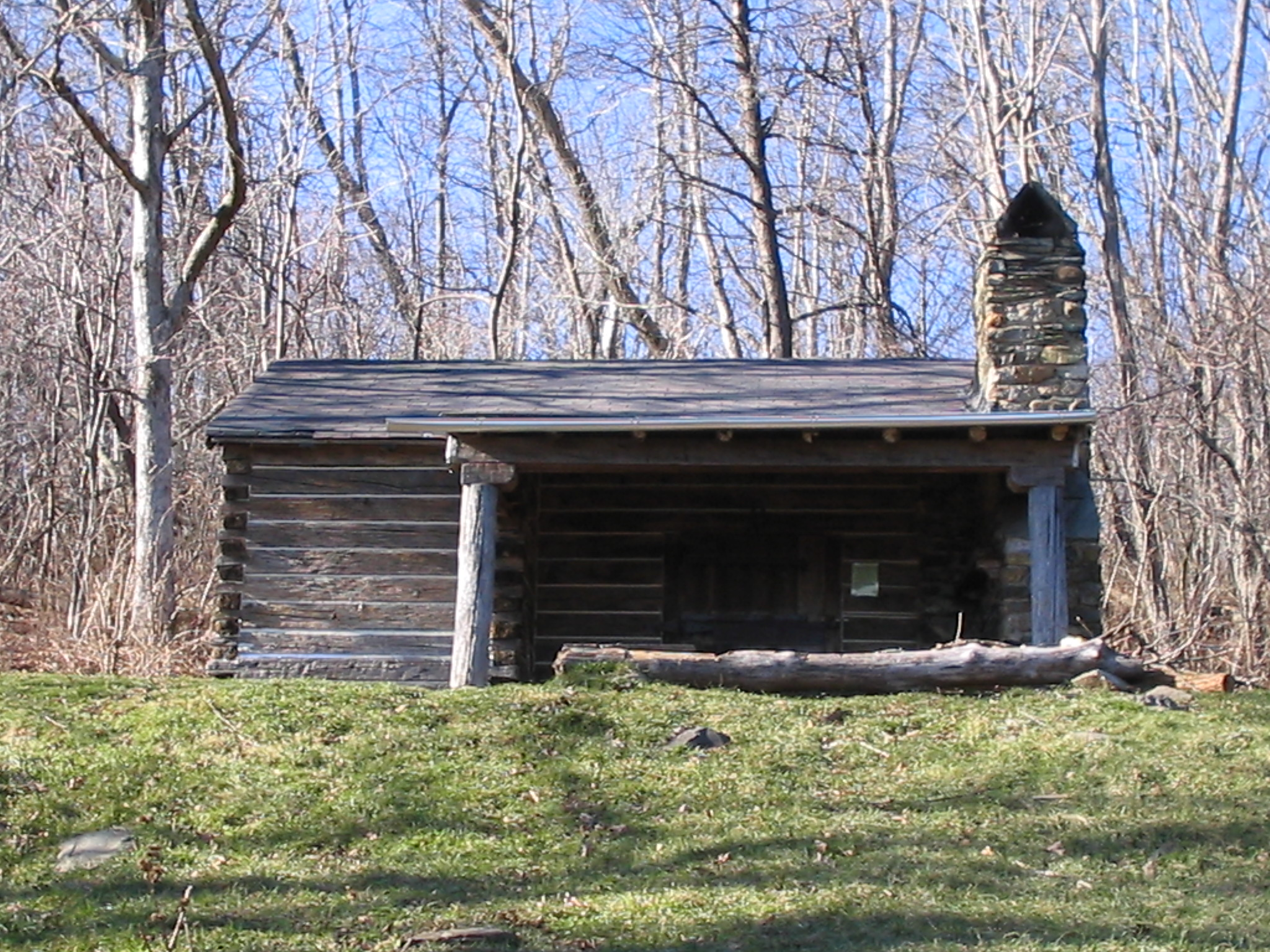
Rifugio Pocosin nel Parco nazionale di Shenandoah.
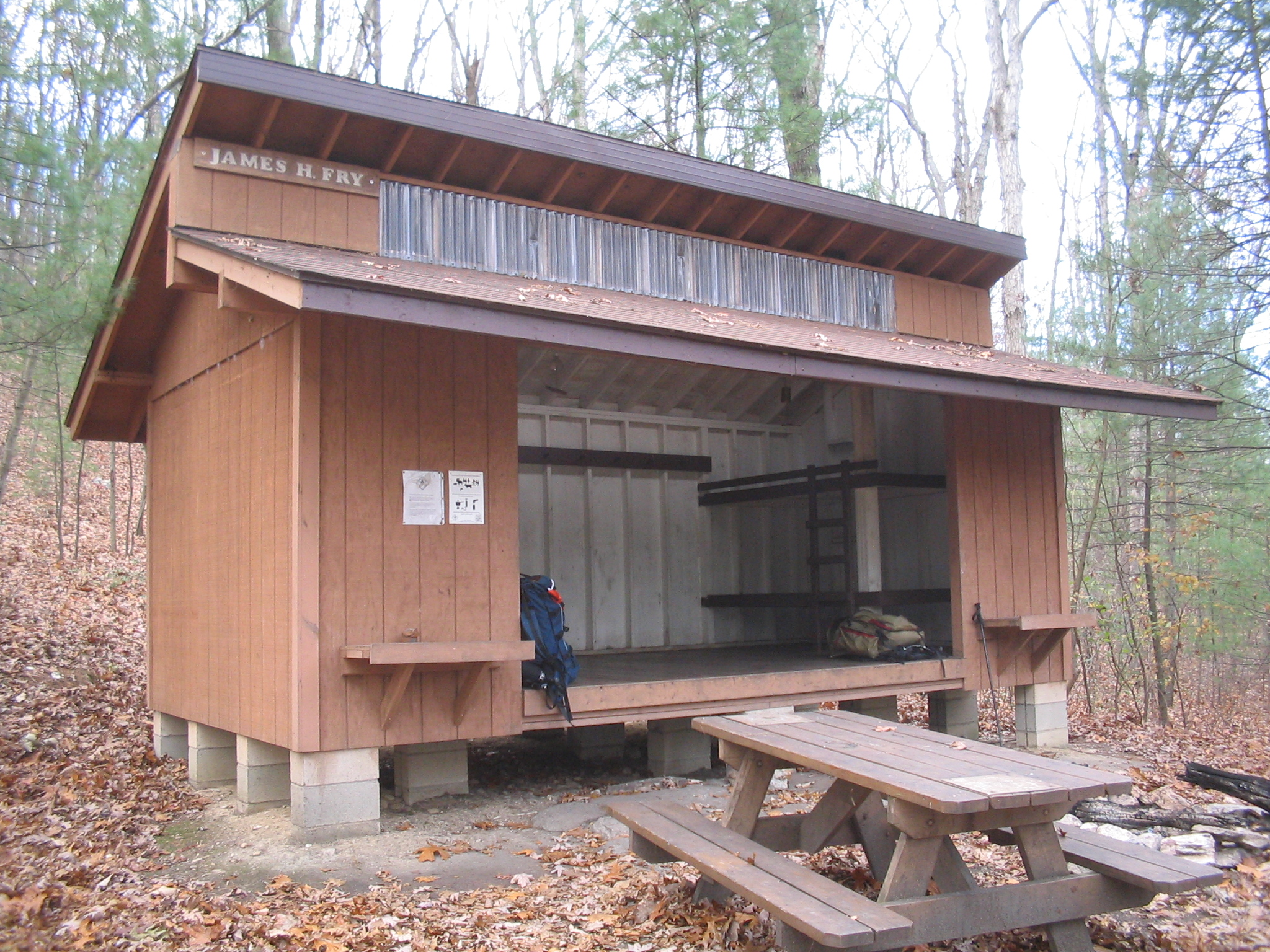
Rifugio Tagg Run.
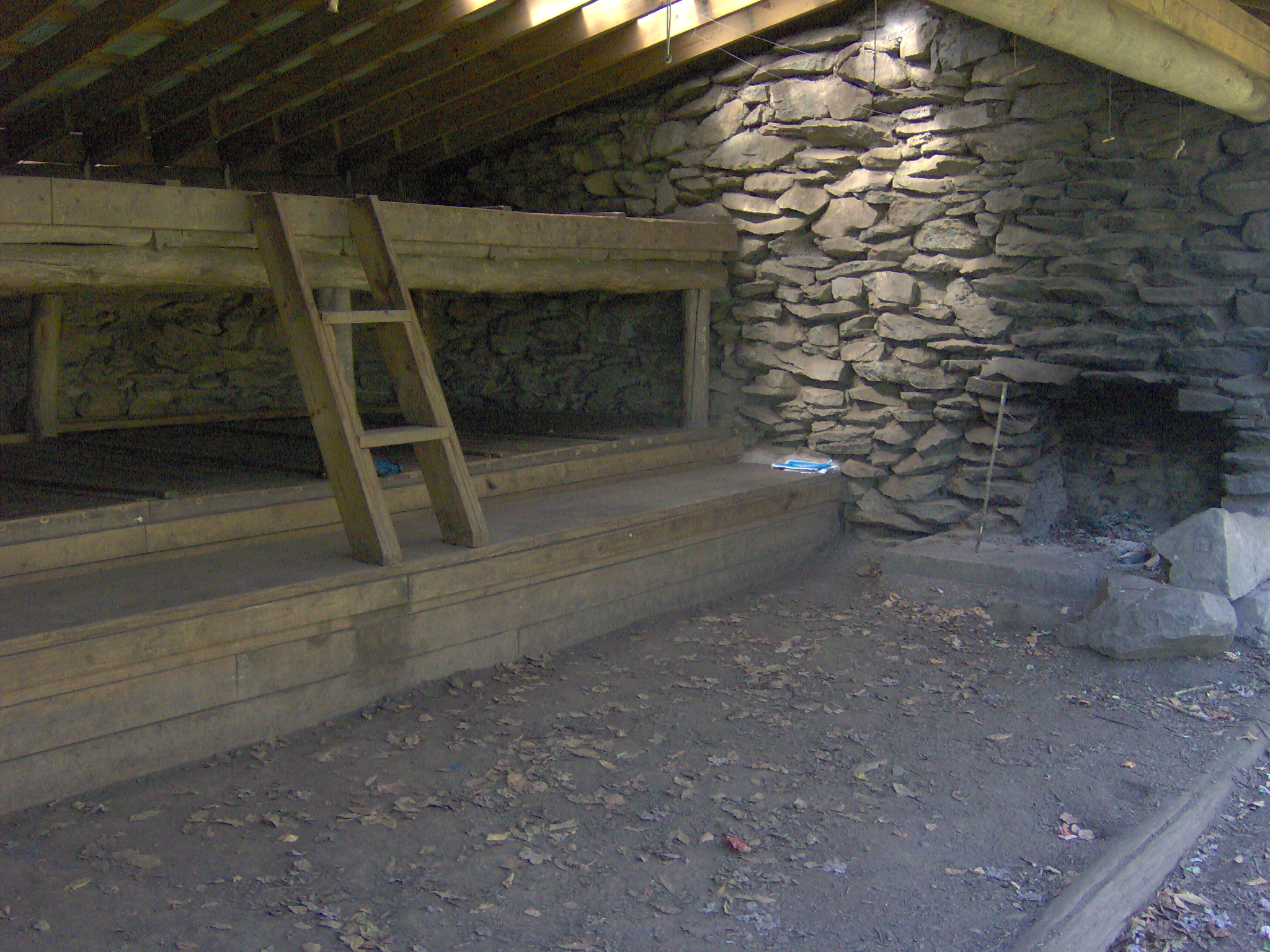
Interno in pietra del rifugio Mollies Ridge.
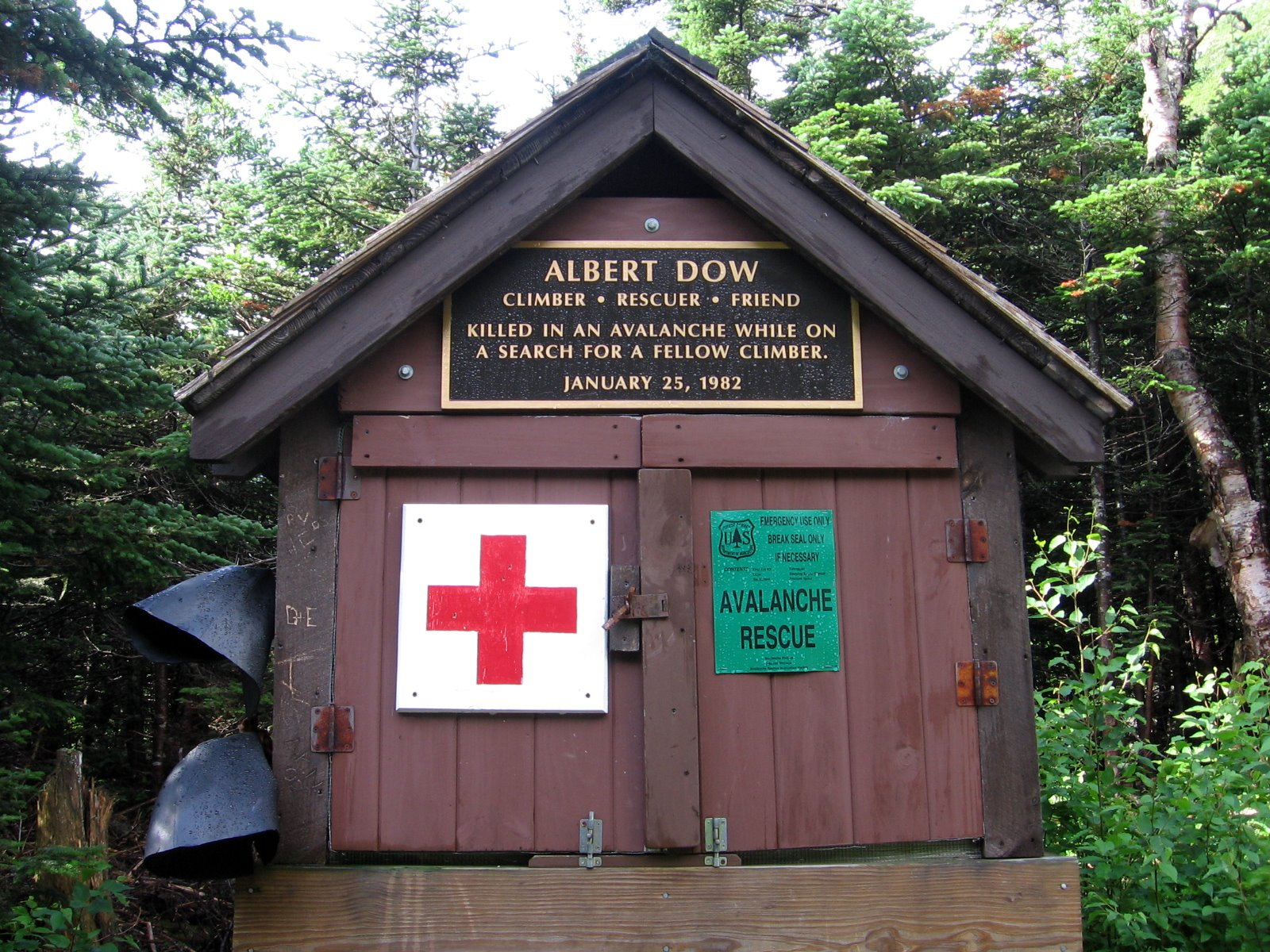
Cassetta di primo soccorso sul Monte Washington nel New Hampshire.

### Pericoli

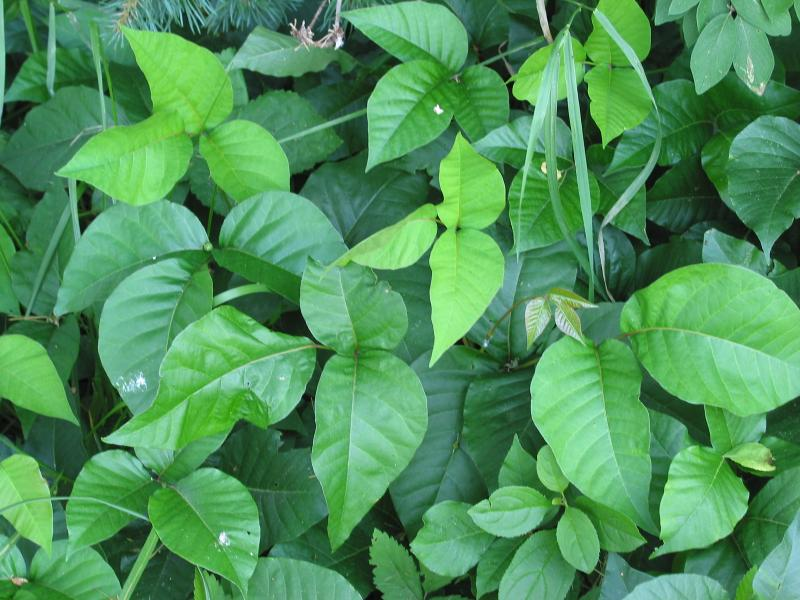
L'edera velenosa, che provoca una reazione allergica estremamente irritante, è comune lungo il sentiero.

Il sentiero degli Appalachi è relativamente sicuro. La maggior parte delle ferite o degli incidenti sono paragonabili alle attività all'aria aperta. La maggior parte dei rischi sono legati alle condizioni meteorologiche, agli errori umani, alle piante, animali, malattie e alle attività incontrate lungo il sentiero.

### Lunga percorrenza
I marciatori che completano la totalità del sentiero in un anno sono chiamati thru-hikers, quelli che preferiscono farlo mediante una serie di marce separate sono chiamati piuttosto section-hikers. Quelli che marciano dalla Georgia al Maine sono i north-bounders, mentre quelli che fanno il tragitto nel senso inverso sono dei south-bounders. I north-bounders sono i più numerosi.
Esiste un'abitudine presso i marciatori di portare un nome di sentiero che utilizzano per identificarsi nei registri dei ripari.
Anche se alcuni sono più rapidi della media, il percorso completo impiega in generale da 5 a 7 mesi. La marcia nei terreni ripidi, il freddo o il calore rendono questa attività fisicamente molto impegnativa, soprattutto per i thru-hikers. Solamente dal 20% al 30% delle persone che cominciano un thru-hike finiscono il sentiero.
La grande maggioranza del sentiero è condiviso con escursionisti di una giornata o di un fine settimana.
Il thru-hiking è fortemente sconsigliato prima del 15 maggio e dopo il 15 ottobre.

## Tragitto dettagliato per stato

Carta del Sentiero degli Appalachi.

Il sentiero è attualmente protetto su più del 99% del suo corso da terreni appartenenti al governo federale, agli stati o soggetti a un diritto di passaggio. Il sentiero è curato da diverse organizzazioni volontarie, gruppi di difesa dell'ambiente, agenzie governative e privati. Oltre 4.000 volontari donano più di 175.000 ore all'anno del loro tempo per assicurare la manutenzione del sentiero. Questo sforzo è coordinato in gran parte dall'Appalachian Trail Conservancy (ATC). In totale, il sentiero attraversa otto foreste nazionali e due parchi nazionali.
Nel corso del suo periplo, il sentiero segue la cresta degli Appalachi, attraversando parecchie delle sue vette più alte, e il suo corso è, tranne qualche eccezione, quasi in permanenza in un ambiente naturale.

### Georgia
Lo Stato della Georgia comprende 120 chilometri del sentiero, tra cui il capolinea sud nel Monte Springer a un'altitudine di 992 metri. A 1.360 metri, Blood Mountain è il punto culminante del sentiero in Georgia. Il Sentiero degli Appalachi e i sentieri collegati sono gestiti e mantenuti dal Georgia Appalachian Trail Club.

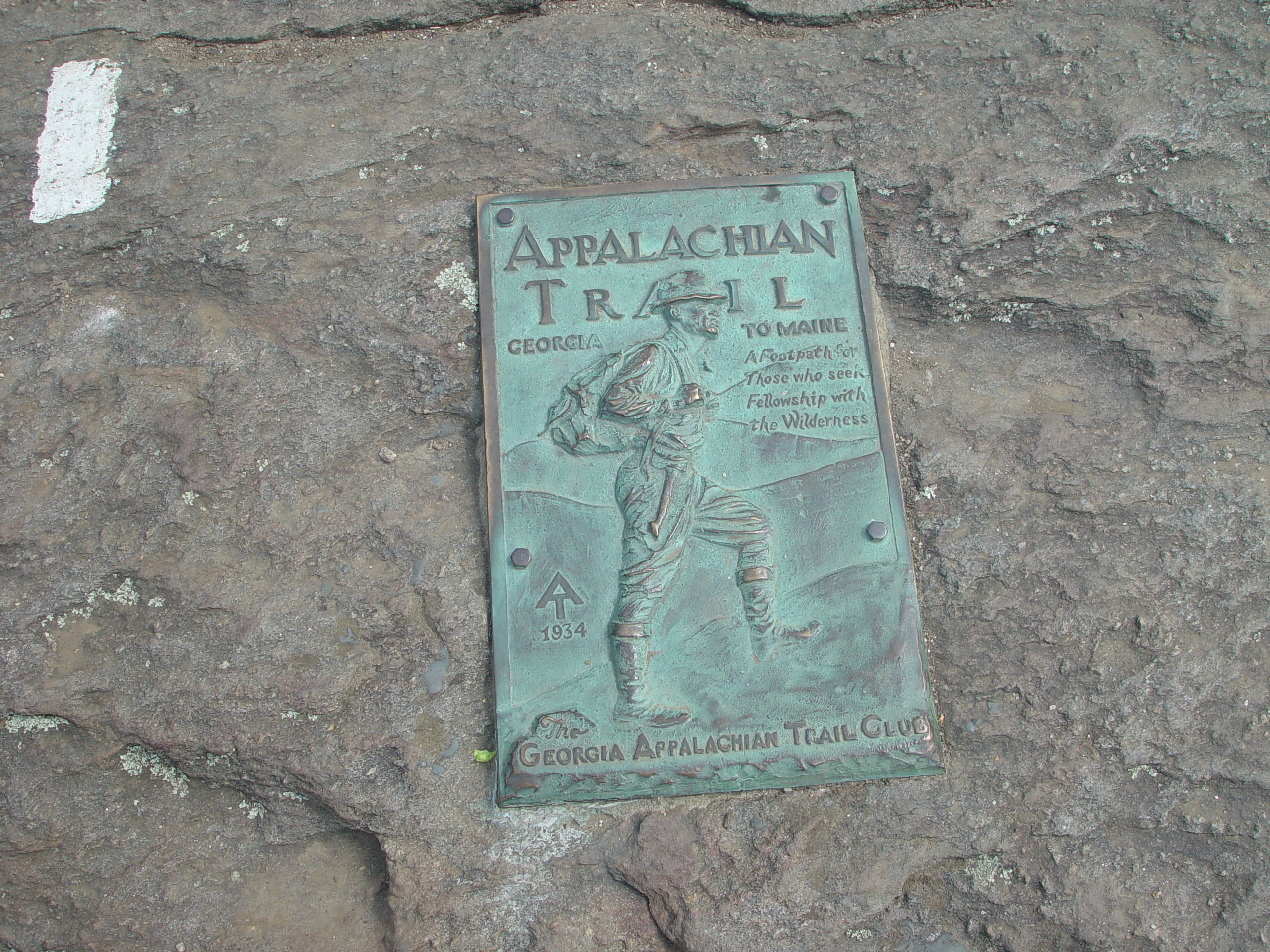
Targa metallica sul Monte Springer.
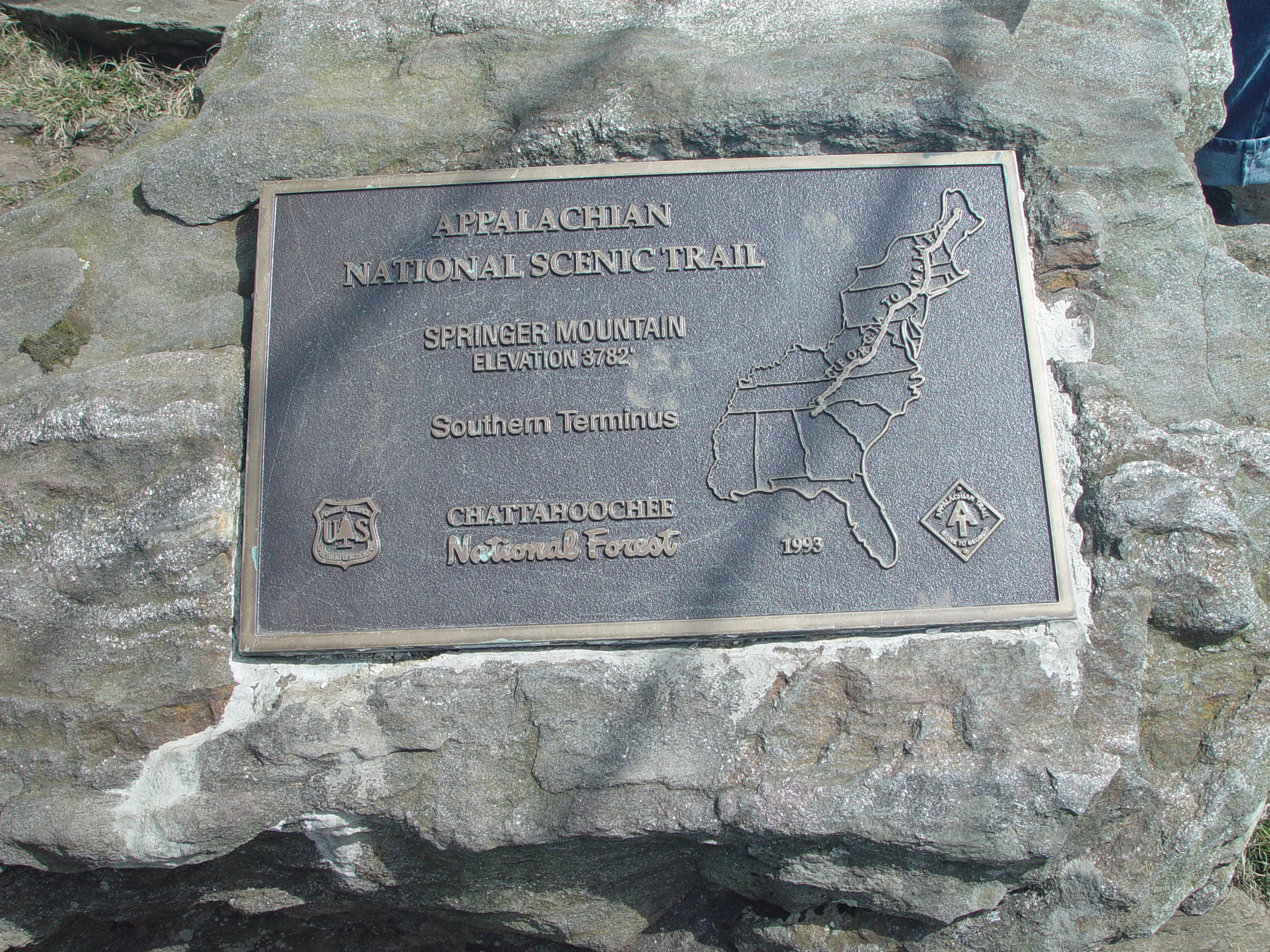
Altra targa metallica sul Monte Springer.

### Carolina del Nord
In Carolina del Nord si trovano 142 chilometri del sentiero, senza contare più di 325 chilometri lungo la frontiera con il Tennessee. L'altitudine varia da 525 a 1.676 m. Il sentiero penetra dalla Georgia a Gap Bly, percorrendo vette come Standing Indian Mountain, il Monte Albert e Wayah Bald. Passa poi per il Nantahala Outdoor Center in prossimità del fiume Nantahala. Fino a questo punto, il sentiero è curato dal Nantahala Hiking Club.. Al di là di questo punto, della manutenzione si occupa lo Smoky Mountains Hiking Club. 48 chilometri più a nord, la Diga di Fontana segna l'entrata al Parco nazionale delle Great Smoky Mountains.

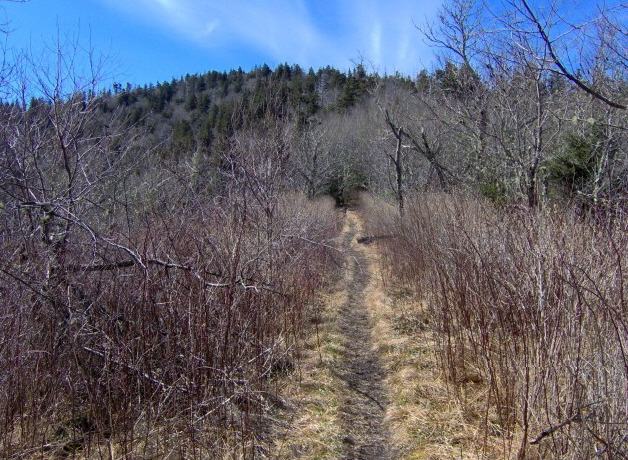
Il Sentiero degli Appalachi all'approssimarsi della vetta dell'Old Black, alla frontiera con il Tennessee.
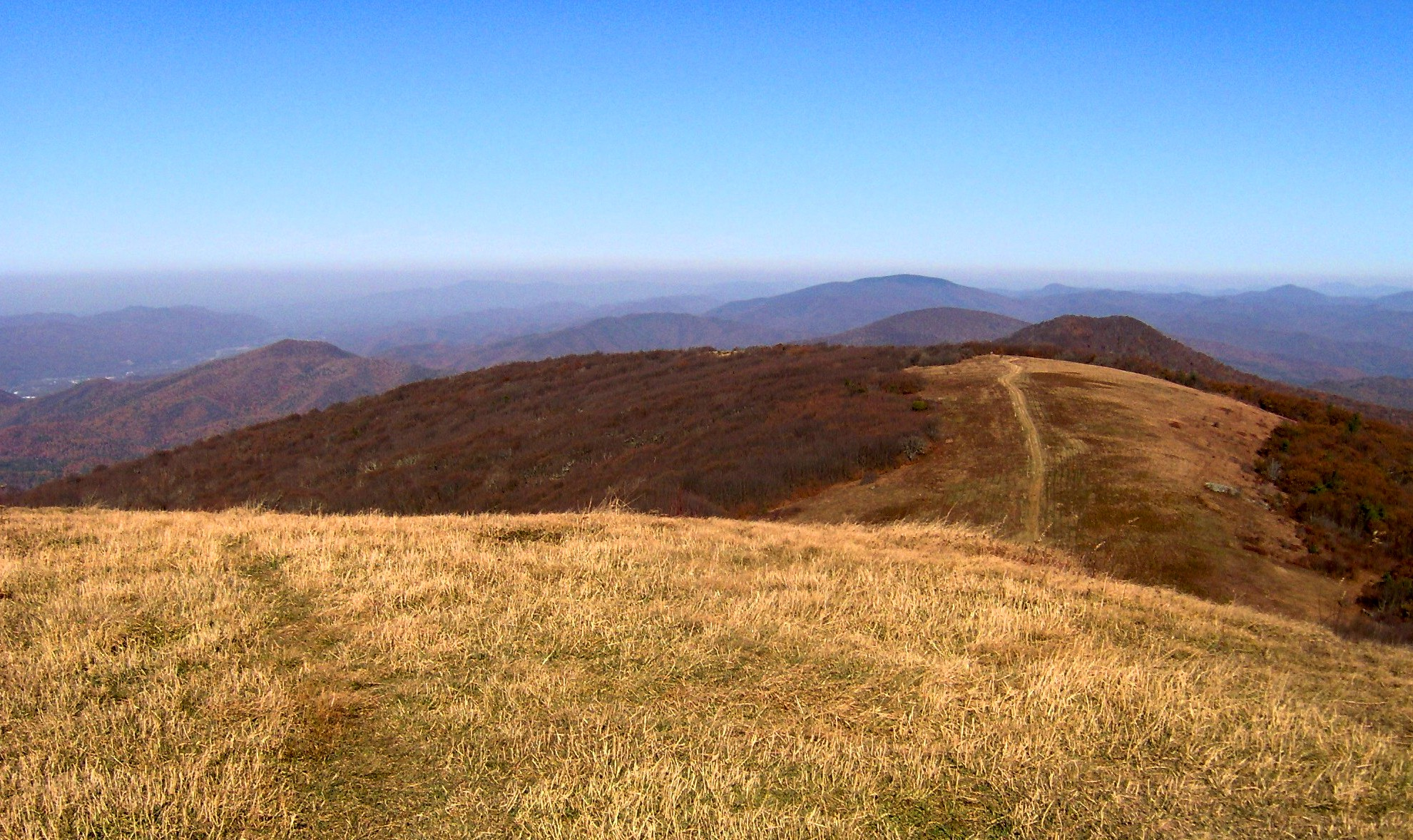
Paesaggio tipico dei Balds alla frontiera tra i due stati.

### Tennessee
Il Tennessee comprende 114 chilometri del sentiero, senza contare più di 325 chilometri lungo o presso la frontiera con la Carolina del Nord. Questa sezione, che passa al di sotto della vetta del Clingmans Dome nel Parco nazionale delle Great Smoky Mountains, è il punto culminante del Sentiero degli Appalachi con un'altitudine di 2.019 metri. Lo Smoky Mountains Hiking Club di Knoxville cura il sentiero lungo tutto il parco nazionale fino al Davenport Gap. A nord di Davenport Gap, il Carolina Mountain Club di Asheville cura la pista fino allo Spivey Gap. Poi per la sezione restante in Tennessee la manutenzione è effettuata dal Tennessee Eastman Hiking & Canoeing Club di Kingsport.

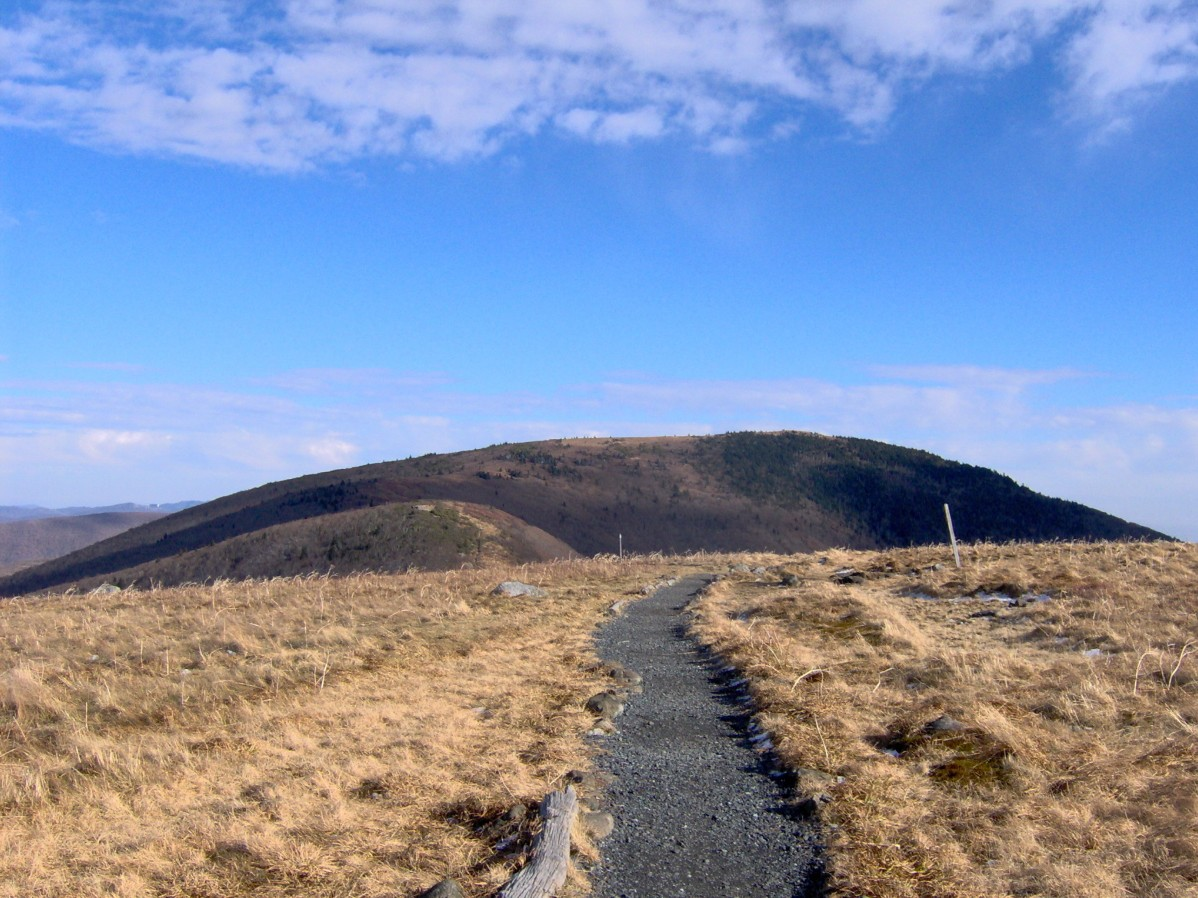
Sentiero vicino alla vetta del Round Bald.
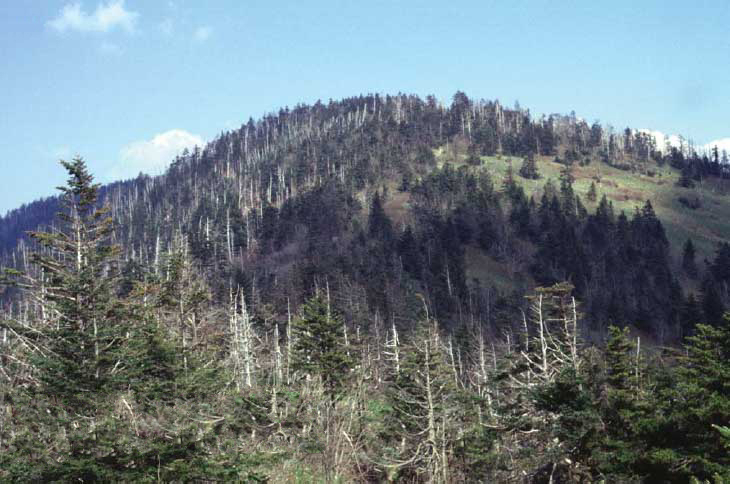
Vista del Clingmans Dome.

### Virginia

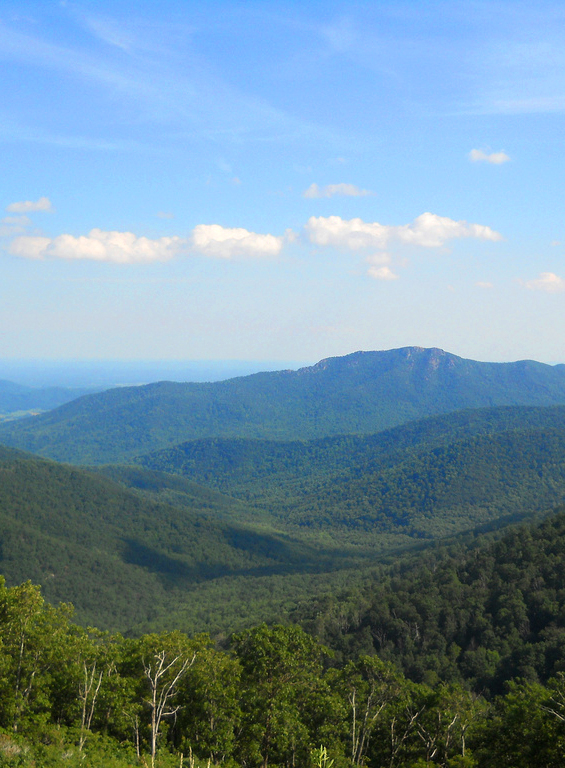
Parco nazionale di Shenandoah.

In Virginia si trovano 885 chilometri del sentiero, di cui 32 chilometri lungo la frontiera con la Virginia Occidentale. Secondo il calendario degli escursionisti quando vanno in direzione nord, questa sezione ha generalmente un clima umido e difficile a causa del disgelo e delle piogge abbondanti di primavera. Parti notevoli del sentiero sono parallele alla Blue Ridge Parkway e alla Skyline Drive nel Parco nazionale di Shenandoah. Queste ultime tratte sono spesso considerate migliori per gli escursionisti principianti. Nella parte sud-ovest dello Stato, il sentiero passa in prossimità del punto più elevato dello Stato, il Monte Rogers.

### Virginia Occidentale
La Virginia Occidentale comprende 6 chilometri del sentiero, senza contare circa 32 chilometri lungo la frontiera con la Virginia. Il sentiero attraversa la città di Harper's Ferry, sede dell'Appalachian Trail Conservancy.

### Maryland
In Maryland si trovano 66 chilometri del sentiero, con un'altitudine variante da 70 a 570 metri. Gli escursionisti sono tenuti a restare nei rifugi e nei campeggi designati. Il sentiero costeggia la rotta del Chesapeake and Ohio Canal su 4,8 chilometri.

### Pennsylvania
La Pennsylvania comprende 369 chilometri del Sentiero degli Appalachi. Il sentiero va da Pen Mar alla frontiera con il Maryland al Delaware Water Gap alla frontiera con il New Jersey. Il fiume Susquehanna è generalmente considerato come la linea di demarcazione tra il nord e il sud del sentiero e il Parco statale di Pine Grove Furnace come il centro del sentiero.
Il Sentiero degli Appalachi passa per una zona denominata St. Anthony's Wilderness che è la seconda più grande zona senza strade della Pennsylvania e che possiede varie città fantasma minerarie (carbone) come Yellow Springs e Rausch Gap.

### New Jersey

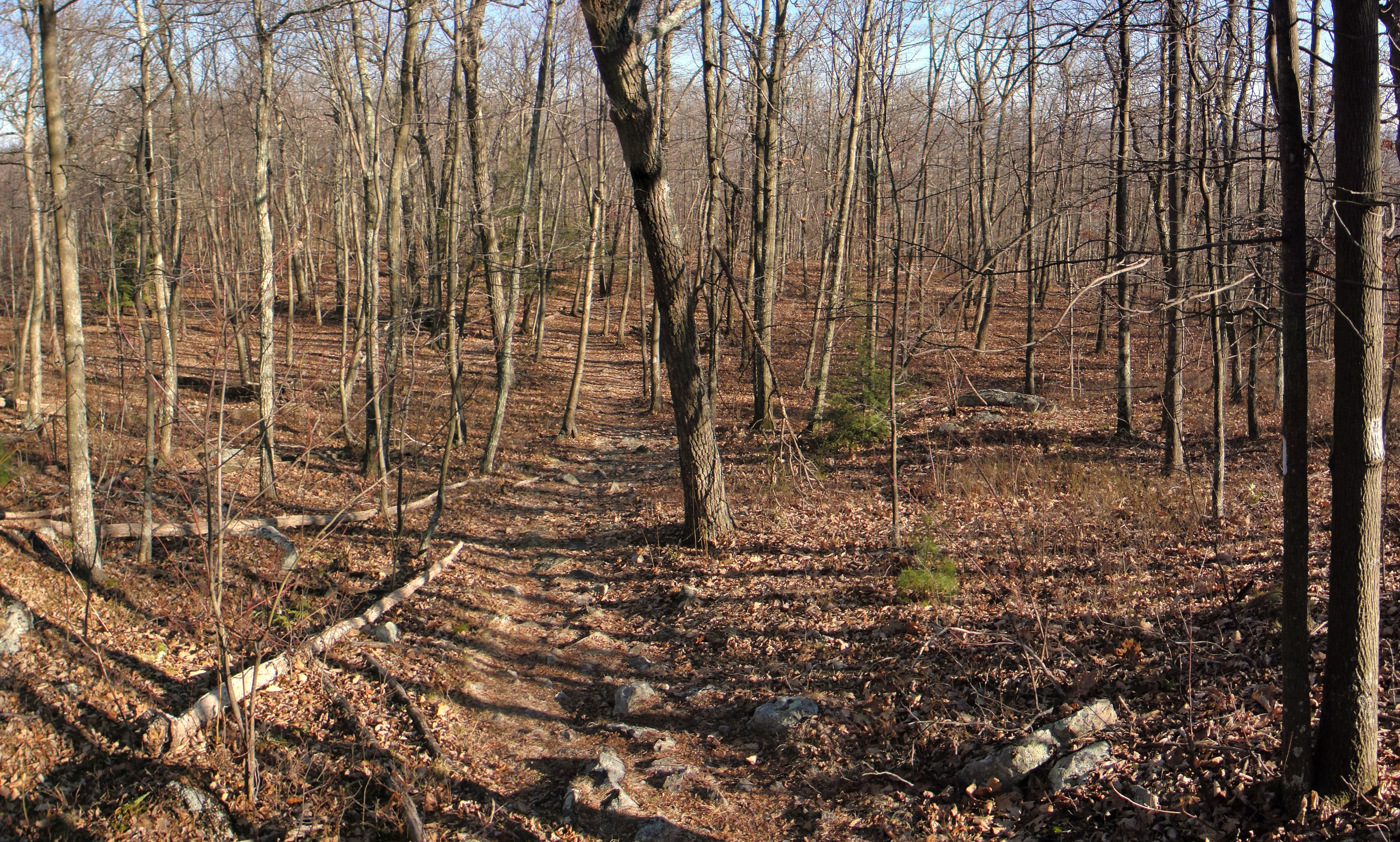
Il Sentiero degli Appalachi nel New Jersey.

In New Jersey si trovano 116 chilometri del sentiero. Il sentiero penetra nello Stato dal sud su un viale pedonale lungo il ponte dell'Interstate 80 sul fiume Delaware, poi sale dal Delaware Water Gap sulla vetta dei Monti Kittatinny nella Foresta statale di Worthington, passa Sunfish Pond sulla sua destra, prosegue attraverso la Foresta statale di Stokes e raggiunge infine il Parco statale di High Point, dove si trova il punto più alto del New Jersey. Il sentiero prende in seguito una direzione sud-est lungo la frontiera con lo stato di New York durante circa 48 chilometri, passando su lunghe sezioni di passerelle su terre paludose, entrando poi nel Parco statale di Wawayanda, quindi nella Foresta statale Abram S. Hewitt proprio prima di lasciare lo Stato vicino a Greenwood Lake.
La presenza di orsi neri lungo il sentiero in New Jersey è stata notevole all'inizio degli anni 2000 e barriere metalliche anti-orsi che proteggono i contenitori dei rifiuti sono collocati in tutti i rifugi del New Jersey.

### New York
I 142 chilometri del sentiero nello stato di New York presentano un debole dislivello paragonati ad altri stati. Dal sud al nord, il Sentiero degli Appalachi passa per le vette di numerose piccole montagne che non superano i 430 metri di altitudine e il punto culminante del sentiero nello Stato è Prospect Rock a 438 metri di altezza e a soli 800 metri dalla frontiera con il New Jersey. Il sentiero continua verso nord, salendo vicino a Fitzgerald Falls, passando per la Foresta di Sterling, poi entrando nei Parchi statali di Harriman e di Bear Mountain. Attraversa il fiume Hudson sul Ponte di Bear Mountain, il punto più basso sul Sentiero degli Appalachi con 38 metri. Esso attraversa in seguito il Parco statale di Clarence Fahnestock e continua in direzione nord-est attraversando la Linea di Harlem della Metro-North Railroad, dove si trova l'unica stazione del sentiero. Infine, il sentiero penetra nel Connecticut attraverso la Riserva naturale di Pawling.
La sezione del sentiero che passa per i Parchi statali di Harriman e Bear Mountain è la sezione più antica della pista poiché fu realizzata nel 1923. Una parte di questa sezione è stata pavimentata da 700 volontari con 800 scalini di granito seguiti da più di un chilometro di passerelle, in un progetto che è durato quattro anni (inaugurazione nel giugno 2010) ed è costato circa un milione di dollari.

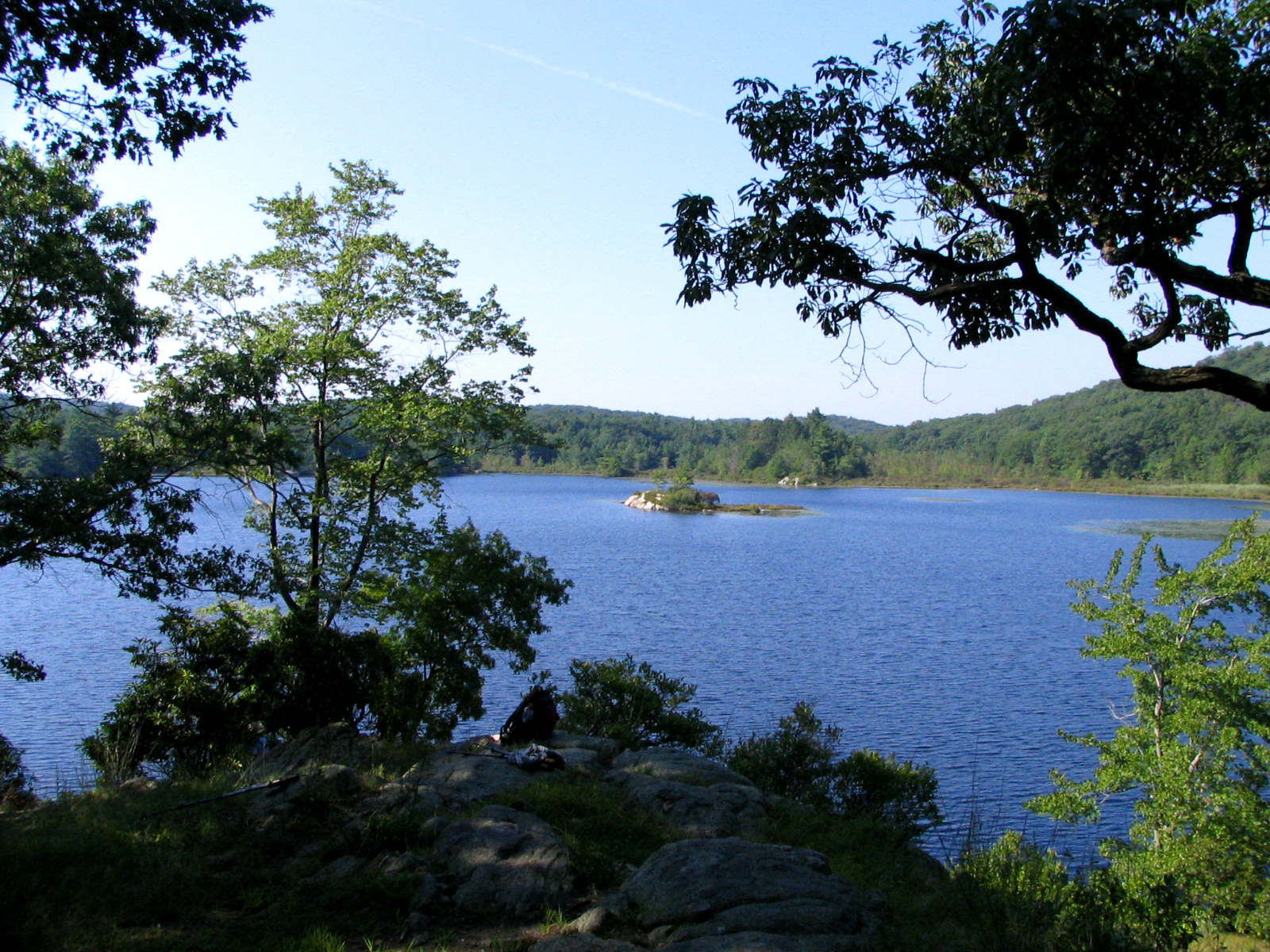
Island Pond nel Parco statale di Harriman.
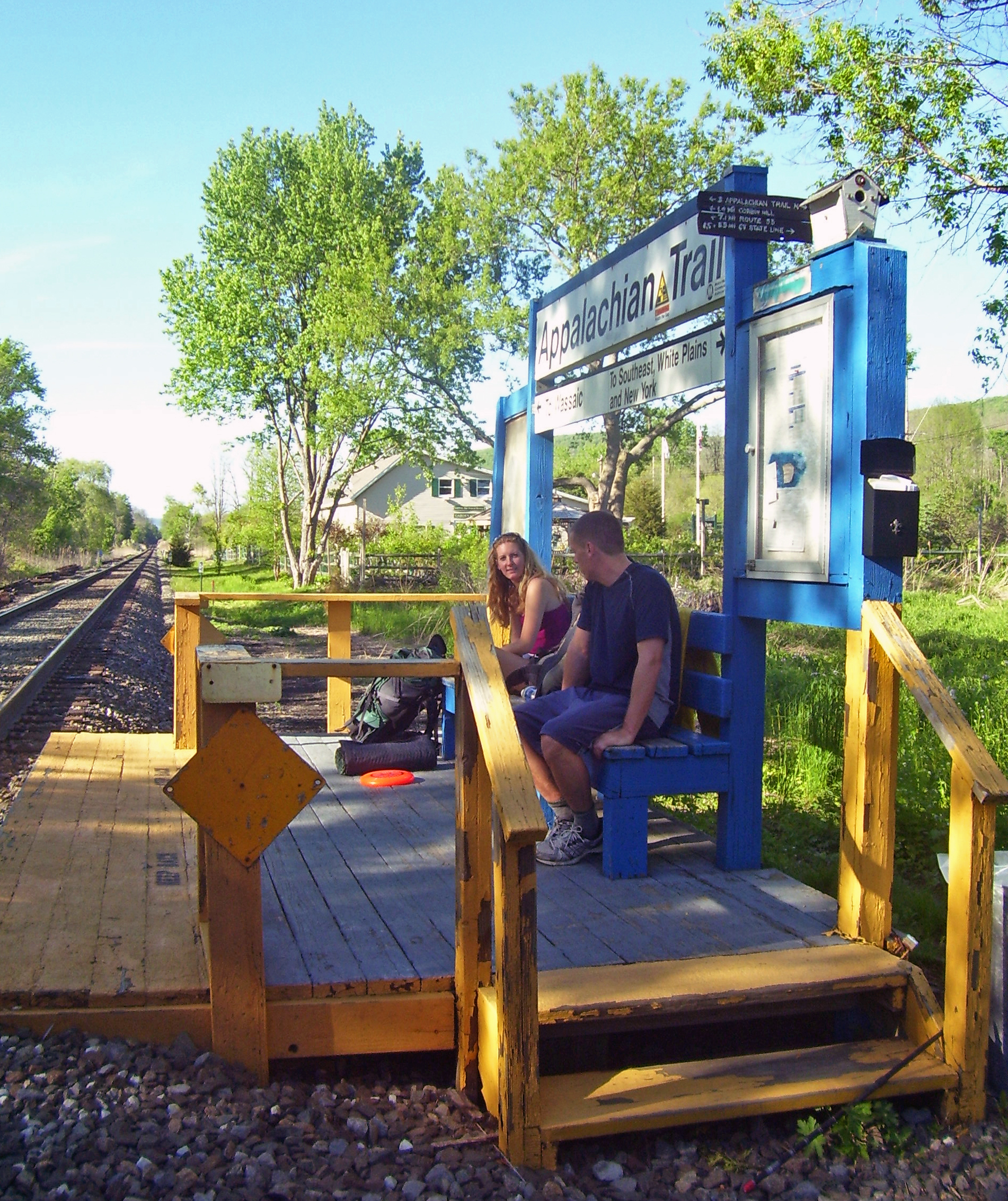
Stazione del Sentiero degli Appalachi.

### Connecticut

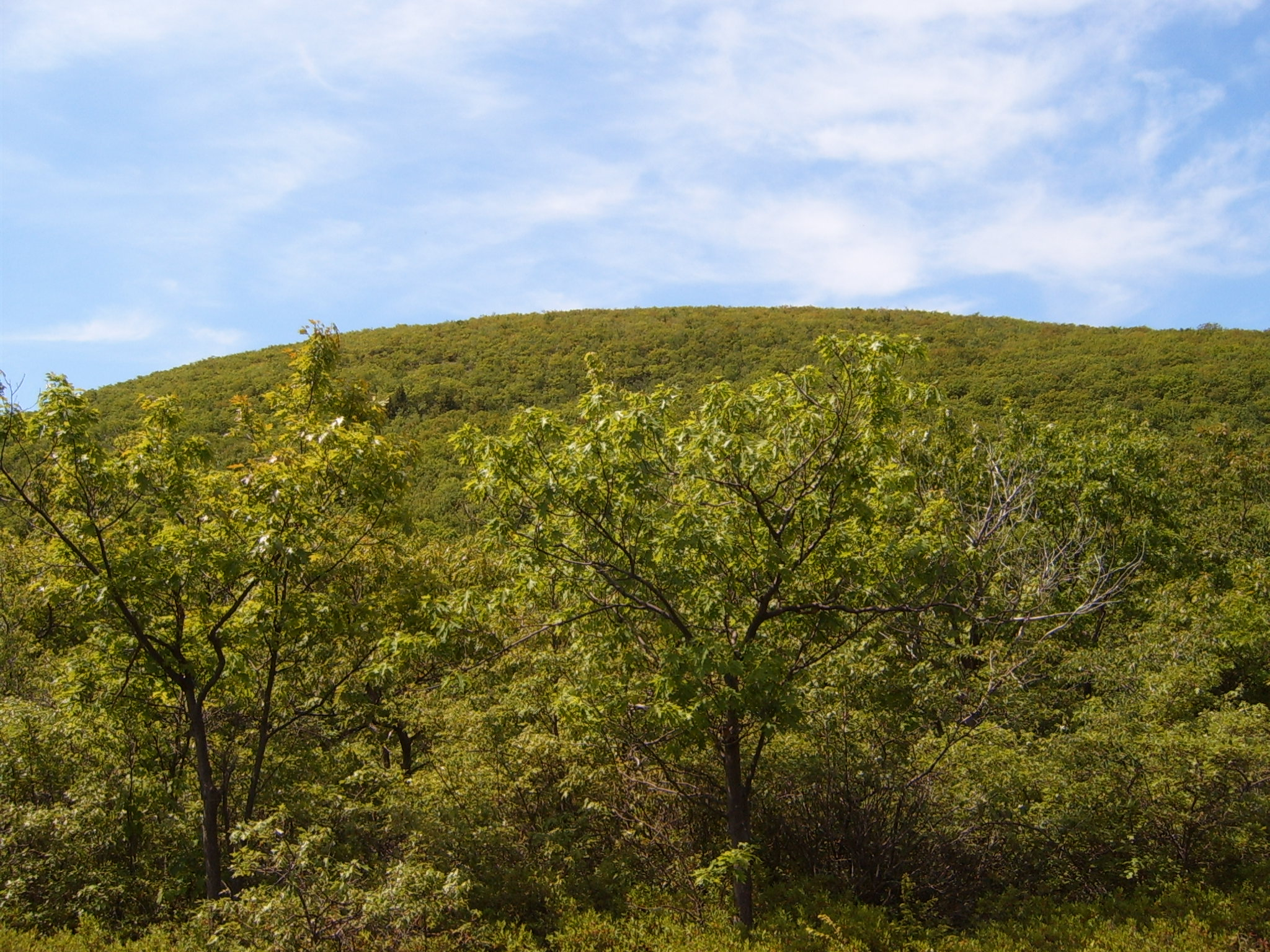
Bear Mountain.

Il Connecticut comprende 84 chilometri del sentiero che si trovano quasi interamente lungo delle creste ad ovest della valle dell'Housatonic.
La frontiera dello Stato è anche il limite ovest di una riserva indiana abitata dagli Schaghticoke. Il sentiero prosegue verso nord vicino alla parte occidentale della valle dell'Housatonic, poi prende la direzione nord verso l'ovest di Cornwall, quindi nord-ovest ed ovest verso Salisbury. Per il seguito, risale le Montagne Taconic che offrono particolarmente a Lion's Head un panorama verso il nord con il Monte Greylock e altri punti elevati del Massachusetts. A Bear Mountain, il sentiero raggiunge oltre 610 metri di altitudine, quindi prosegue nella valle dell'Hudson attraverso le Montagne Catskill. Appena a nord di Bear Mountain, il sentiero passa nel Massachusetts scendendo nella Sage's Ravine, un canyon.

### Massachusetts
In Massachusetts si trovano 145 chilometri del Sentiero degli Appalachi, interamente nella contea di Berkshire nell'ovest dello Stato. Il sentiero passa per il punto culminante del sud delle Montagne Taconic, il Monte Everett (793 metri), poi scende verso la valle della Housatonic e la periferia della città di Great Barrington. Il sentiero attraverso le Foreste statali di East Mountain, di Beartown e di October Mountain, poi le città di Dalton e Cheshire e il punto più alto dello Stato, il Monte Greylock (1.064 metri) nella Foresta statale di Clarksburg. Il sentiero scende in seguito rapidamente su 3 chilometri nella valle verso North Adams e Williamstown, prima di risalire di nuovo verso la frontiera con il Vermont. Il sentiero attraverso il Massachusetts è curato dalla sezione Berkshire dell'Appalachian Mountain Club.

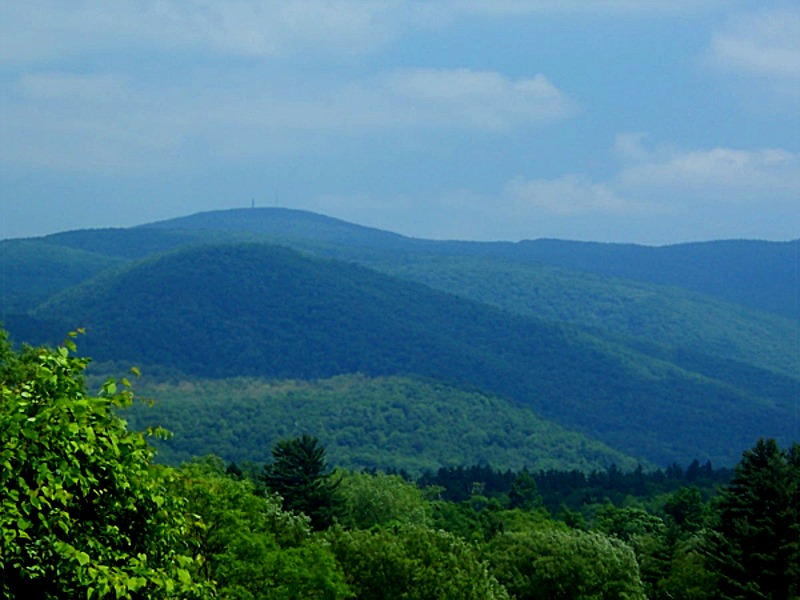
Il Monte Greylock, punto culminante del Massachusetts.
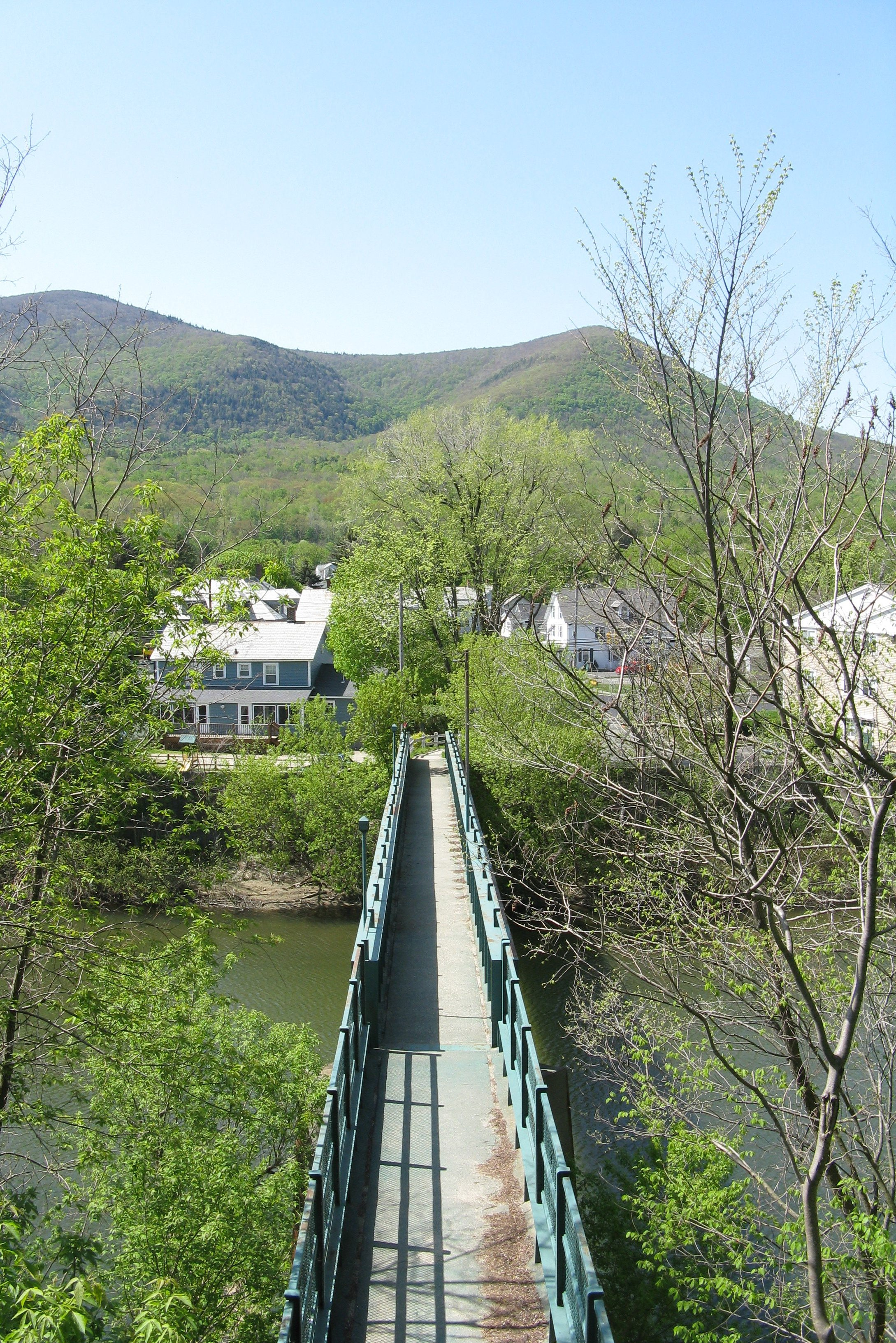
Passerella vicino a North Adams.

### Vermont

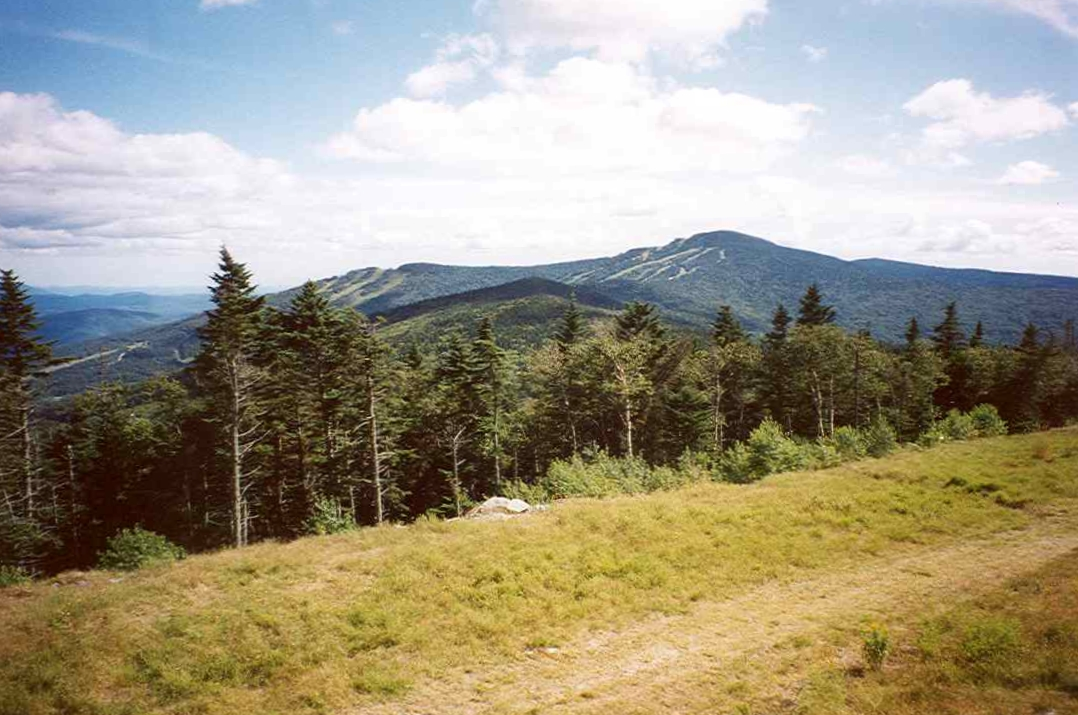
Il Killington Peak.

Il Vermont comprende 241 chilometri del sentiero. Entrando nello Stato, il sentiero coincide con le sezioni sud del Long Trail e attraversa la parte sud della Foresta nazionale di Green Mountain. Segue la cresta del sud delle Montagne Verdi, raggiungendo certi picchi notevoli come Stratton Mountain, Glastenbury Mountain e Killington Peak. Dopo essersi separato dal Long Trail, il Sentiero degli Appalachi prende una direzione est, attraversando il fiume White, passando per la città di Norwich e attraversa il fiume Connecticut in direzione di Hanover in New Hampshire. Il Green Mountain Club mantiene il Sentiero degli Appalachi dalla frontiera con il Massachusetts alla route 12. Il Dartmouth Outing Club cura la manutenzione sul prosieguo del sentiero.

### New Hampshire

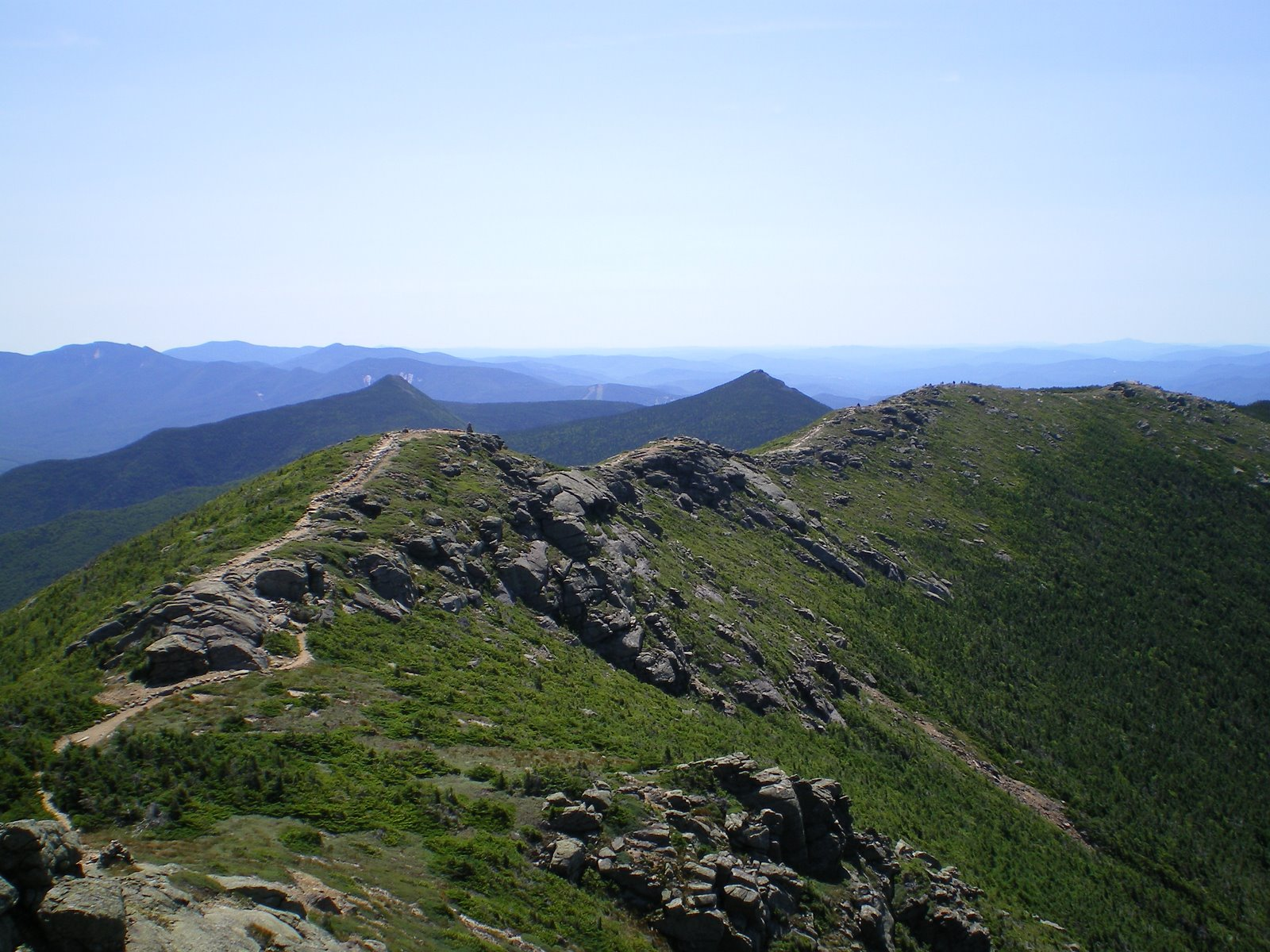
La cresta Franconia sulla catena omonima nel New Hampshire.

In New Hampshire si trovano 259 chilometri del Sentiero degli Appalachi. Questa sezione del sentiero è situata maggioritariamente nella Foresta nazionale di White Mountain. Per gli escursionisti diretti al nord, è l'inizio delle difficoltà; in effetti, nel New Hampshire e nel Maine, i terreni si fanno più selvaggi e più ripidi e vicino alle vette e alle creste si ritrovano le condizioni alpine. Il sentiero passa per 17 delle 48 vette di oltre 1.200 metri del New Hampshire, tra cui i 1.916 del Monte Washington (il punto culminante del Sentiero degli Appalachi nel nord del Tennessee). Il Dartmouth Outing Club mantiene il sentiero dalla frontiera con il Vermont del Monte Moosilauke al Kinsman Notch; l'Appalachian Mountain Club si occupa delle parti restanti nello Stato.

### Maine
Il Maine comprende 452 chilometri del Sentiero degli Appalachi. In questa parte del sentiero vi sono molti più alci che altrove. Il capolinea nord del Sentiero degli Appalachi si trova sul Monte Katahdin nel Parco statale di Baxter.
Certe sezioni del sentiero nel Maine, come il Mahoosuc Notch, sono particolarmente difficili e questo anche per degli escursionisti esperti, tanto più che il terreno può diventare scivoloso in condizioni meteorologiche di umidità. Esistono anche dozzine di fiumi e di guadi da passare e il passaggio del fiume Kennebec necessita perfino di una traversata in battello. La parte più isolata dello Stato è conosciuta come la Hundred-Mile Wilderness e scatta a nord-est della città di Monson e termina dopo il Parco statale di Baxter.
L'Appalachian Mountain Club cura la manutenzione del Sentiero degli Appalachi dalla frontiera del New Hampshire al Grafton Notch e il Maine Appalachian Trail Club è responsabile del resto fino al Monte Katahdin.

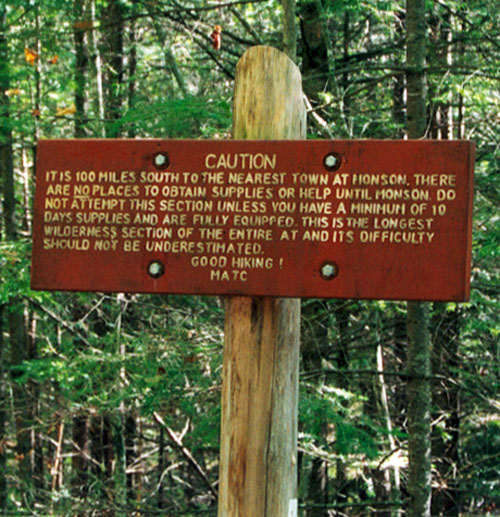
Cartello di avviso all'entrata della Hundred-Mile Wilderness.
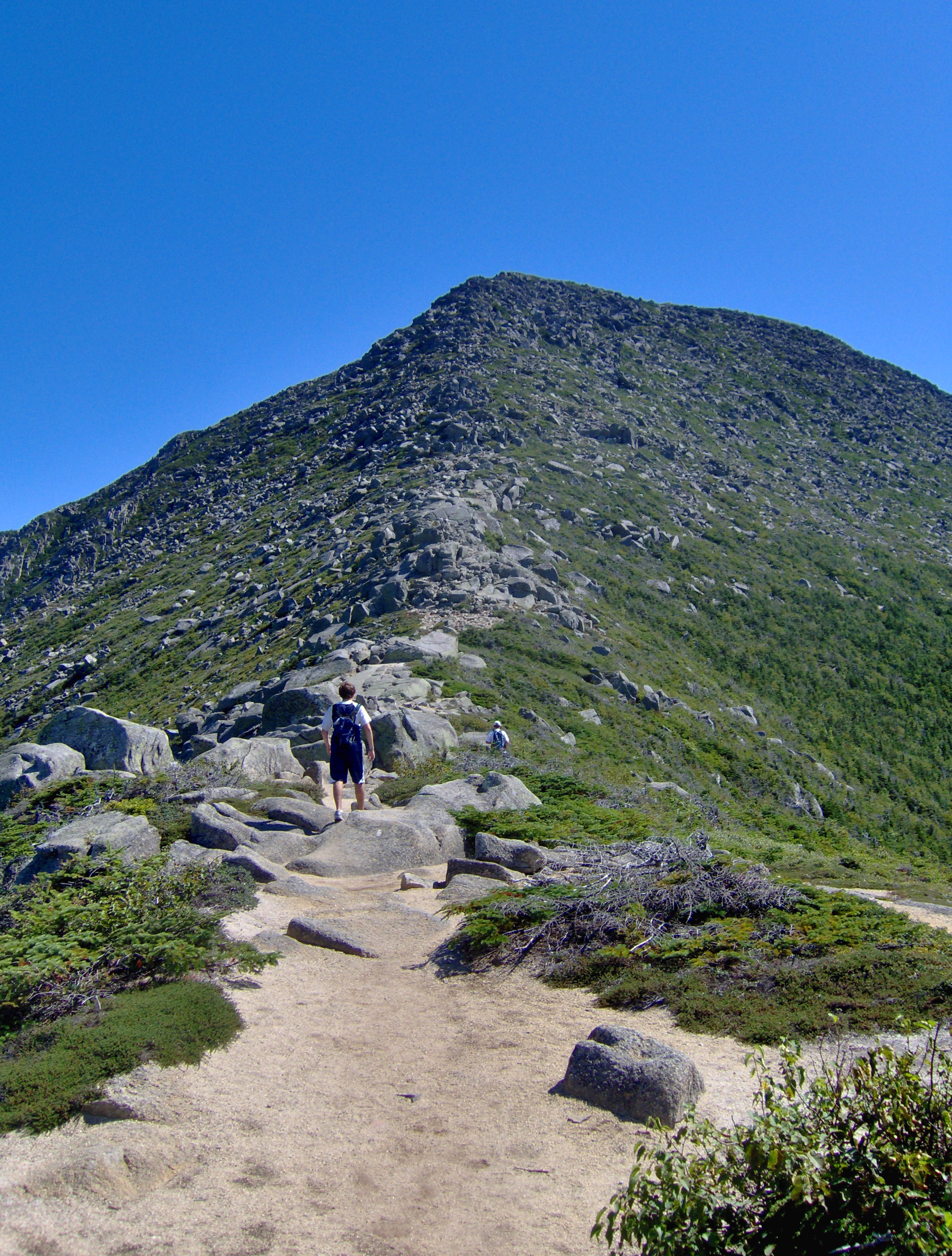
L'ascensione al Monte Katahdin.
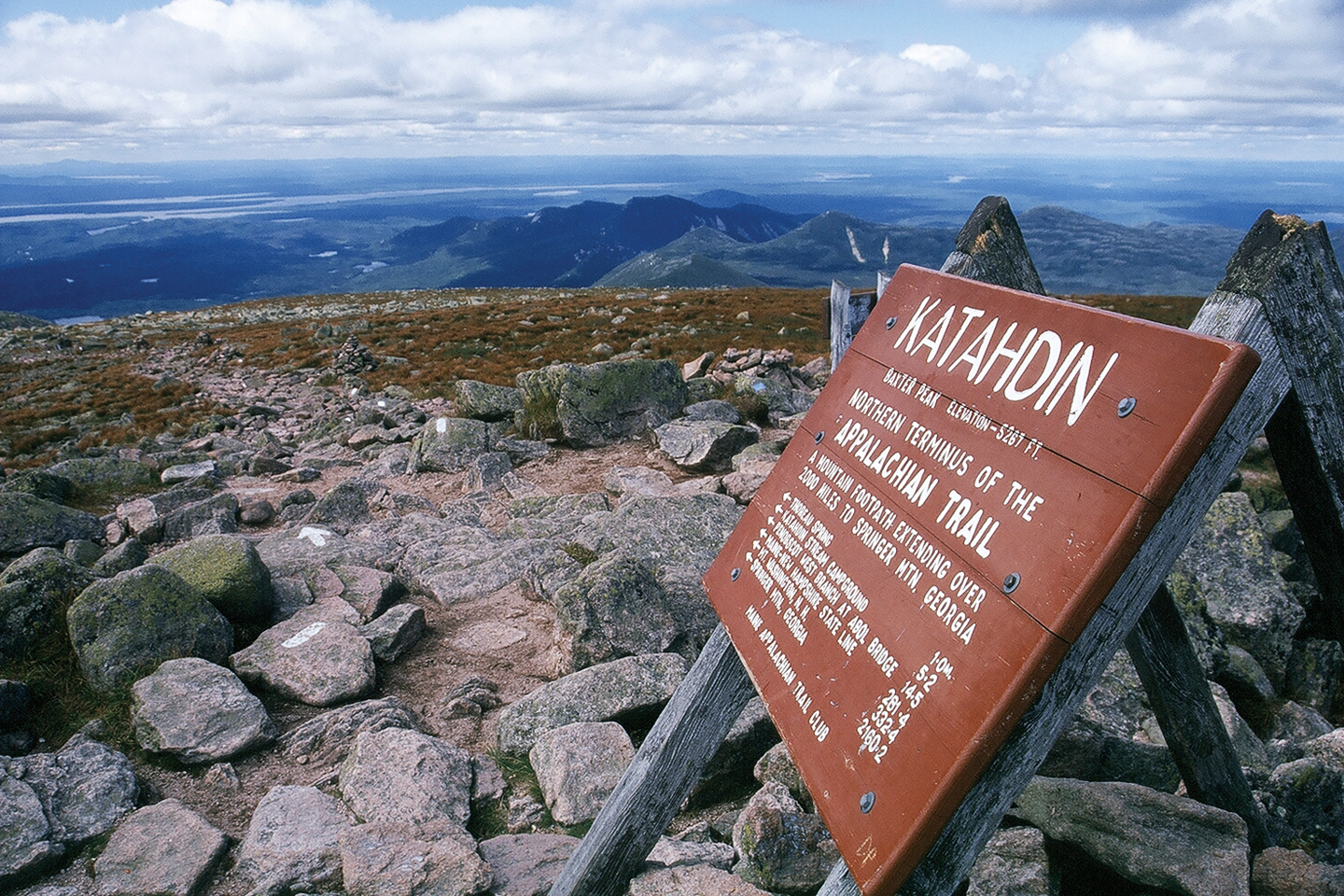
Il Monte Katahdin nel Parco statale di Baxter, in Maine, è l’estremità nord ufficiale del Sentiero degli Appalachi.

## Citazioni letterarie
Il Sentiero degli Appalachi (Appalachian Trail) viene citato più volte dalla scrittrice statunitense Cheryl Strayed nel suo romanzo best-seller Wild - Una storia selvaggia di avventura e rinascita, durante il difficile percorso affrontato dalla stessa protagonista lungo il Pacific Crest Trail in California.

### Annotazioni
1. ↑  Non si conosce la lunghezza esatta del sentiero perché cambia nel tempo via via che sono modificate o aggiunte delle piste. Una cifra esatta è dunque difficile da stabilire.
2. ↑  Una parte del sentiero del Connecticut è stata deviata nel 1979-1983 per essere più panoramica e comprende ora il Ned K. Anderson Memorial Bridge[7].
3. ↑  Ciononostante, cambiamenti minori continuano ancora oggi.
4. ↑  Una versione PDF di questo file è disponibile sul sito del National Park Service.

### Bibliografiche
1. 1 2  Gailey, Chris (2006). "Appalachian Trail FAQs" Archiviato il 5 maggio 2008 in Internet Archive. Outdoors.org (consultato il 14 settembre 2006)
2. ↑  (Gennaio 1985), "A Fork in the Trail". Audubon. 87 (1):140-141
3. ↑  Peter Applebome (31 maggio 2010), "A Jolt of Energy for a Much Trod-Upon Trail". New York Times. 14
4. ↑  (EN) Nimblewill Nomad Receives Triple Crown Award, in International Appalachian Trail. URL consultato il 27 novembre 2008 (archiviato dall'url originale il 7 gennaio 2009).
5. ↑  (EN) Glenn Adams, Hiker Achieves 'Triple Crown', in Washington Post, 27 ottobre 2001. URL consultato il 27 novembre 2008 (archiviato dall'url originale il 1º giugno 2010).
6. ↑  Tomaselli, Doris. 2009. pp. 47-61 Ned Anderson: Connecticut's Appalachian Trailblazer – Small Town Renaissance Man. Sherman Historical Society. Sherman, CT. ISBN 978-0-615-28611-2.
7. ↑  Tomaselli, Doris. 2009. pp. 67-75 Ned Anderson: Connecticut’s Appalachian Trailblazer – Small Town Renaissance Man. Sherman Historical Society. Sherman, CT. ISBN 978-0-615-28611-2.
8. ↑  (EN) Smithsonian exhibit on Shaffer's 1948 hike, su americanhistory.si.edu. URL consultato il 4 dicembre 2009.
9. ↑  (EN) Earl V. Shaffer, Walking With Spring, 2004, ISBN 0-917953-84-3.
10. ↑  (EN) Douglas Martin, Earl Shaffer, First to Hike Length of Appalachian Trail in Both Directions, Dies at 83, in New York Times, 12 maggio 2002. URL consultato il 16 novembre 2008.
11. ↑  (26 ottobre 1998), "Etceteras". Christian Science Monitor. 90 (232):2
12. ↑  Archiviato il 20 febbraio 2012 in Internet Archive. [at-l] ATN article, 1936 Scout Hike
13. ↑   First Thru Hikers Honored by ATC (PDF), in The Long Distance Hiker, vol. 11, n. 3, estate 2000 (archiviato dall'url originale il 7 settembre 2005).
14. ↑  http://www.appalachiantrail.org/atf/cf/%7BD25B4747-42A3-4302-8D48-EFl35C0B0D9F1%7D/ATN00Nov.pdf[collegamento interrotto], p. 4
15. ↑  Seaborg, Eric (luglio/agosto 1984), "The Road Less Traveled". National Parks. 58 (7/8) :34-35
16. ↑  Hughes, C.J. (27 settembre 2002), "After 2,169 Miles, What's Another 690?". New York Times. 152 (52254):F1
17. ↑  (EN) Simon Winchester, Could America's Appalachian Trail be extended?, in BBC News, 17 luglio 2010.
18. ↑   Tom Cosby, Birmingham trailhead could create Maine-to-Alabama Appalachian Trail, in The Birmingham News, 3 luglio 2011. URL consultato il 3 luglio 2011.
19. ↑  A.T. Essentials" Archiviato il 16 luglio 2007 in Internet Archive. AppalachianTrail.org (consultato il 12 settembre 2006)
20. ↑  Wingfoot "Black Bears on the Appalachian Trail" Archiviato il 26 novembre 2006 in Internet Archive. TrailPlace.com. Consultato il 14 settembre 2006
21. ↑  Bear sightings on the Trail Archiviato il 5 luglio 2010 in Internet Archive.
22. 1 2 3  Stroh, Bess Zarafonitis (settembre/ottobre 1998), "Colorful climbs". National Parks. 72 (9/10):34-37
23. 1 2 3  Appalachian Trail Conservancy Plant FAQ Archiviato il 2 gennaio 2007 in Internet Archive.
24. ↑  Brill, David (giugno 2001), "Walk This Way!", Men's Health, 16 (5):68
25. 1 2 3  Nickens, T. Edward (luglio 2001), "Bed and Breakfast", Smithsonian. 32 (4):24
26. ↑  "Health and Safety" Archiviato il 4 novembre 2006 in Internet Archive. AppalachianTrail.org. Consultato il 15 settembre 2006.
27. ↑   Site de l'appalachian trail conference, su appalachiantrail.org,  p. de statistiques. URL consultato il 24 febbraio 2009 (archiviato dall'url originale il 5 dicembre 2008).
28. ↑   "Thru-Hiking in Baxter State Park", su baxterstateparkauthority.com, BaxterStateParkAuthoriy.com. URL consultato l'11 settembre 2006.
29. ↑  "History" Archiviato il 7 giugno 2007 in Internet Archive. AppalachianTrail.org. Consultato il 24 giugno 2008).
30. ↑  "Explore the Trail: Georgia" Archiviato il 29 ottobre 2007 in Internet Archive. AppalachianTrail.org. Consultato l'11 settembre 2006.
31. ↑  "Explore the Trail: North Carolina" Archiviato il 29 ottobre 2007 in Internet Archive. AppalachianTrail.org. Consultato l'11 settembre 2006.
32. ↑  The Appalachian Trail south of Roan Mountain Archiviato il 24 settembre 2010 in Internet Archive.
33. ↑   Copia archiviata (PDF), su aldha.org. URL consultato il 24 luglio 2010 (archiviato dall'url originale il 19 novembre 2010).
34. ↑  (EN) Jeffrey L. Marion, Leung Yu-Fai, Trail Resource Impacts and An Examination of Alternative Assessment Techniques, in Journal of Park & Recreation Administration, vol. 19, n. 3, Autunno 2001,  pp. 17-37.
35. ↑  "Explore the Trail: Virginia" Archiviato il 31 gennaio 2009 in Internet Archive. AppalachianTrail.org. Consultato l'11 settembre 2006.
36. ↑  (EN) Bruce P. Hayden and Patrick J. Michaels, Virginia's Climate, su climate.virginia.edu, University of Virginia Climatology Office. URL consultato il 29 agosto 2010 (archiviato dall'url originale il 20 luglio 2011).
37. ↑  "Explore the Trail: Virginia" Archiviato il 31 gennaio 2009 in Internet Archive. AppalachianTrail.org. Consultato il 1º settembre 2007.
38. ↑  "Explore the Trail: West Virginia" Archiviato il 29 ottobre 2007 in Internet Archive. AppalachianTrail.org. Consultato l'11 settembre 2006.
39. ↑  "Explore the Trail: Maryland" Archiviato il 29 ottobre 2007 in Internet Archive. AppalachianTrail.org. Consultato l'11 settembre 2006.
40. ↑  "Explore the Trail: Pennsylvania" Archiviato il 26 luglio 2008 in Internet Archive. AppalachianTrail.org. Consultato l'11 settembre 2006.
41. ↑  "Explore the Trail: New Jersey" Archiviato il 29 ottobre 2007 in Internet Archive. AppalachianTrail.org. Consultato l'11 settembre 2006.
42. ↑  "Explore the Trail: New York" Archiviato il 29 ottobre 2007 in Internet Archive. AppalachianTrail.org. Consultato l'11 settembre 2006.
43. ↑  Peter Applebome, "A Jolt of Energy for a Much Trod-Upon Trail", New York Times, 31 maggio 2010, p. 14
44. ↑  "Explore the Trail: Connecticut" Archiviato il 29 ottobre 2007 in Internet Archive. AppalachianTrail.org. Consultato l'11 settembre 2006.
45. ↑  (EN) Explore the Trail: Massachusetts, su appalachiantrail.org, Appalachian Trail Conservancy. URL consultato il 13 luglio 2007 (archiviato dall'url originale il 27 agosto 2008).
46. ↑  "Explore the Trail: Vermont" Archiviato il 29 ottobre 2007 in Internet Archive. AppalachianTrail.org. Consultato l'11 settembre 2006.
47. ↑  "Explore the Trail: New Hampshire" Archiviato il 29 ottobre 2007 in Internet Archive. AppalachianTrail.org. Consultato l'11 settembre 2006.
48. ↑  "Explore the Trail: Maine[collegamento interrotto] AppalachianTrail.org Consultato l'11 agosto 2010.
49. ↑  "Explore the Trail: Maine" Archiviato il 16 maggio 2008 in Internet Archive. AppalachianTrail.org. Consultato l'11 settembre 2006.